# معرض كندا الوطني
المتحف الوطني الكندي أو متحف كندا الوطني (بالفرنسية: Musée des beaux-arts du Canada) يقع في العاصمة أوتاوا، أونتاريو، وهو متحف الفنون الوطني في كندا. تبلغ مساحة مبنى المتحف 46,621 متر مربع (501,820 قدم2)،12,400 متر مربع (133,000 قدم2) من المساحة المستخدمة لعرض الفن. إنه أحد أكبر المتاحف الفنية في أمريكا الشمالية من حيث مساحة العرض. تأسَّست المؤسسة في عام 1880 في مبنى المحكمة العليا الثانية لكندا، وانتقلت إلى مبنى متحف فيكتوريا التذكاري في عام 1911. في عام 1913، أصدرت حكومة كندا قانون المعرض الوطني، الذي يحدد رسميًا ولاية المؤسسة كمتحف فني وطني. تم نقل المتحف إلى مبنى لورن في عام 1960.
في عام 1988، تم نقل المتحف إلى مبنى جديد مصمم لهذا الغرض. يقع المعرض الوطني الكندي في مبنى من الزجاج والجرانيت في ساسيكس درايف، مع إطلالة رائعة على مباني البرلمان الكندي في مبنى البرلمان. صمم المبنى المهندس المعماري الإسرائيلي موشيه صفدي وافتتح في عام 1988.
تضم المجموعة الدائمة للمتحف أكثر من 93000 عمل من فنانين أوروبيين وأمريكيين وآسيويين وكنديين ومن السكان الأصليين. بالإضافة إلى عرض الأعمال من مجموعته الدائمة، ينظم المتحف أيضًا ويستضيف عددًا من المعارض المتنقلة.

## التاريخ

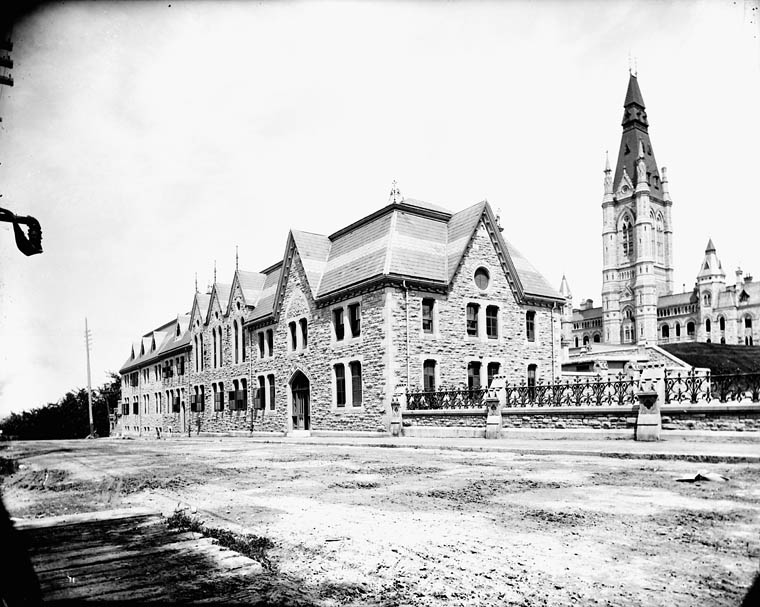
أقيم المعرض الوطني في مبنى المحكمة العليا الثانية لكندا من عام 1882 إلى عام 1911

تم تشكيل المعرض لأول مرة في عام 1880 من قبل الحاكم العام لكندا، جون كامبل، دوق أرجيل التاسع بالتزامن مع إنشاء الأكاديمية الملكية الكندية للفنون. في عام 1882، انتقل إلى منزله الأول في مبنى البرلمان، ومقره في مبنى المحكمة العليا الكندية الثانية.
تم تعيين إريك براون كأول مخرج في عام 1910. في عام 1911، انتقل المعرض إلى مبنى متحف فيكتوريا التذكاري، وشاركه مع المتحف الوطني للعلوم الطبيعية. في عام 1913، تم تمرير أول قانون للمعرض الوطني، يحدد ولاية المعرض وموارده. خلال العشرينات من القرن الماضي، تم توسيع المبنى. تم تخصيص أربعة طوابق للمعرض الفني، وتم إنشاء مدخل منفصل لمتحف الفن. بالإضافة إلى ذلك، تم بناء جدار حماية بين متحف العلوم الطبيعية والمعرض الوطني. ولكن، كان المعرض لا يزال في مساحة مؤقتة في مبنى متحف فيكتوريا التذكاري. كانت الخطط طويلة المدى لنقلها إلى موقع دائم جديد، مع مساحات مخصصة لمشاهدة الفن.

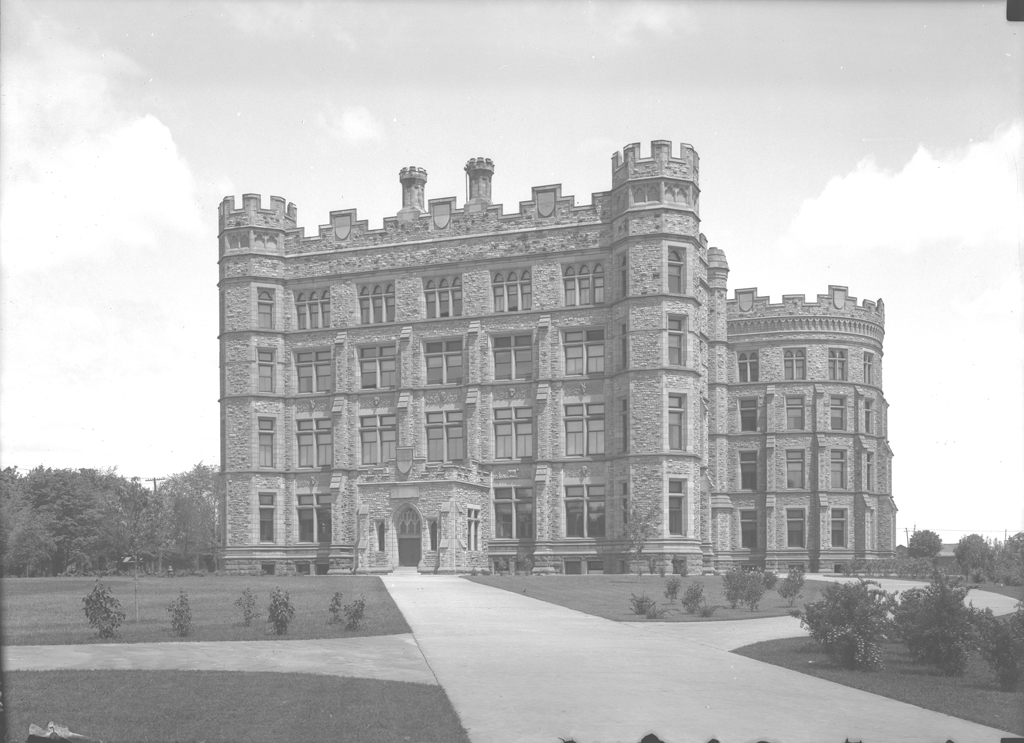
مبنى متحف فيكتوريا التذكاري عام 1911. يقع المعرض الوطني لكندا في المبنى من عام 1911 إلى عام 1960.

بحلول الخمسينيات من القرن الماضي، أصبحت المساحة في مبنى متحف فيكتوريا التذكاري غير كافية لمجموعات المتحف. في عام 1952، أطلق المتحف مسابقة تصميم للمهندسين المعماريين لتصميم منزل دائم للمعرض. لكن المتحف فشل في حشد الدعم من حكومة لويس سانت لوران، مما أدى إلى تخلي المتحف عن العطاء الفائز.
لتوفير حل وسط عملي للمعرض الوطني، عرضت حكومة سانت لوران على المعرض الوطني مبنى مكاتب لورن المكون من ثمانية طوابق للاستخدام. انتقل المعرض الوطني إلى مبنى المكاتب الذي لا يوصف في شارع إلجين. تم هدم المبنى منذ ذلك الحين واستبداله بمبنى مكاتب مكون من 17 طابقًا لإيواء الإدارة المالية الفيدرالية.
في عام 1962، تعرض تشارلز كومفورت، مدير المتحف، لانتقادات بعد أن تم الكشف عن نصف الأعمال المعروضة في معرض لأعمال والتر كرايسلر الأوروبية على أنها مزيفة من قبل الصحفيين الأمريكيين. سمح كومفورت للمعرض باستضافة المعرض على الرغم من تحذيره بشأن الأعمال من قبل مدير متحف مونتريال للفنون الجميلة.
استوعبت مؤسسة المتاحف الوطنية الكندية (NMC) المعرض الوطني الكندي في عام 1968. خلال السبعينيات، حولت مؤسسة المتاحف الوطنية الكندية الأموال من المعرض الوطني لتشكيل صالات عرض إقليمية. أكمل المتحف تجديدات مبنى لورن في عام 1976. بحلول عام 1980، أصبح من الواضح أن المعرض الوطني سيحتاج إلى الانتقال، نظرًا لسوء حالة المبنى، والاستخدام التاريخي للأسبستوس هناك، وعدم كفاية المعرض المناطق التي وفرت مساحة كافية فقط لعرض 2 في المائة من المجموعة في أي وقت.
بعد الدستور الكندي في عام 1982، رئيس الوزراء بيير ترودو أعلن تحولا في تركيز السياسات نحو «خلق أمة»، مع إعطاء الأولوية نحو الفنون في محاولة لإثراء الهوية الكندية. في نفس العام، أعلن وزير الاتصالات فرانسيس فوكس التزام الحكومة ببناء مبانٍ دائمة جديدة لمتاحفها الوطنية، بما في ذلك المعرض الوطني ومتحف الإنسان في غضون خمس سنوات. تم اختيار مدير المعرض الوطني، جان ساذرلاند بوغز، من قبل ترودو للإشراف على بناء المعرض والمتاحف الوطنية. بدأ المتحف في تشييد مبنى المتحف الدائم في Sussex Drive في عام 1985، وافتتح في مايو 1988.
انتهى تحويل الأموال من قبل مؤسسة المتاحف الوطنية الكندية للمساعدة في تمويل المتاحف الإقليمية في عام 1982، وتم حل المتاحف الوطنية في كندا رسميًا في عام 1987. ونتيجة للحل، استعاد المعرض الوطني استقلاله المؤسسي، وولايتها وصلاحياتها التي حددها قانونها التشريعي التكويني قبل عام 1968.
كان المتحف الكندي للتصوير المعاصر (CMCP)، الذي كان يُعرف سابقًا باسم قسم التصوير الفوتوغرافي للصور الثابتة في المجلس الوطني للأفلام في كندا، مؤسسة تابعة للمعرض الوطني الذي أنشئ في عام 1985. في عام 1988، تم دمج إدارة المتحف الكندي للتصوير المعاصر مع إدارة المعرض الوطني. انتقل المتحف الكندي للتصوير المعاصر لاحقًا إلى موقعه الجديد في 1 قناة ريدو، واستمر في العمل هناك حتى إغلاقه في عام 2006. تم استيعاب مجموعتها لاحقًا في المعرض الوطني في عام 2009.
في ديسمبر 2000، أعلن المعرض الوطني أنه يشتبه في أن حوالي 100 عمل من مجموعته قد سرقها النازيون خلال الحرب العالمية الثانية. نشر المعرض صوراً للأعمال المشتبه في كونها أعمالاً فنية مسروقة على الإنترنت، مما سمح لمالكيها القانونيين الآخرين بفحص الأعمال وربما المطالبة بها. في عام 2006، أعاد المتحف رسم لوحة إدوارد فولارد التي نهبها النازيون من ألفريد ليندون في عام 1942، صالون مدام آرون، إلى ورثة ليندون.
في ديسمبر 2009، أصدر المعرض الوطني الكندي ومعرض الفنون في ألبرتا بيانًا صحفيًا مشتركًا يعلن عن شراكة مدتها ثلاث سنوات، والتي شهدت استخدام معرض الفنون في معارض ألبرتا لعرض أعمال من مجموعة المعرض الوطني. كان البرنامج هو أول «برنامج عبر الأقمار الصناعية» بين المعرض الوطني الكندي ومؤسسة أخرى، مع مبادرات مماثلة تم إطلاقها في معارض فنية كندية أخرى في السنوات التالية.
عُيِّن مارك ماير مديرًا للمتحف، خلفًا لبيير تيبرج، في 19 يناير 2009. في 19 أبريل 2019، خلفته ألكسندرا سودا، التي تم تعيينها المدير الحادي عشر والرئيس التنفيذي للمعرض الوطني الكندي.

## المدراء
فيما يلي قائمة بمديري المعرض الوطني الكندي (باستثناء المديرين «بالنيابة» المؤقتين):
- إريك براون (1910-1939)[24]
- هاري أور ماكوري (1939-1955)
- آلان جارفيس (1955-1959)
- تشارلز كومفورت (1960–1965)[25]
- جان ساذرلاند بوجز (1966-1976)
- هسيو ين شيه (1977-1981)
- جوزيف مارتن (1983-1987)
- شيرلي طومسون (1987-1997)[26]
- بيير تيبرج (1998-2008)[27]
- مارك ماير (2009-2019)[28][ا]
- ألكسندرا ساشا سودا (2019 إلى الوقت الحاضر)[29]

## الهندسة المعمارية
يقع المعرض الوطني الكندي في مبنى في ساسيكس درايف، بجوار منطقة باي وارد ماركت. المبنى هو الصرح الرابع لإيواء متحف الفن. تم تصميم مبنى المتحف الحالي من قبل موشيه صفدي، حيث بدأ البناء في عام 1985، وافتتح المبنى في عام 1988. تبلغ مساحة المبنى الإجمالية 46,621 متر مربع (501,820 قدم2). في عام 2000، اختار المعهد الملكي للهندسة المعمارية الكندية المعرض الوطني كواحد من أفضل 500 مبنى تم إنتاجه في كندا خلال الألفية الماضية.
تم إنشاء مؤسسة تاجية مستقلة، وهي مؤسسة إنشاء المتاحف الكندية لبناء المتحف بميزانية قدرها 185 مليون دولار كندي. بعد الانتخابات الفيدرالية الكندية عام 1984، قام رئيس الوزراء براين مولروني بحل الشركة. ومع ذلك، نظرًا لأن الأعمال الأساسية للمبنى قد اكتملت بالفعل، اختار مولروني مواصلة تمويل إنشاء المتحف، وإن كان ذلك بميزانية إجمالية مخفضة قدرها 162 مليون دولار كندي.

### الخارج

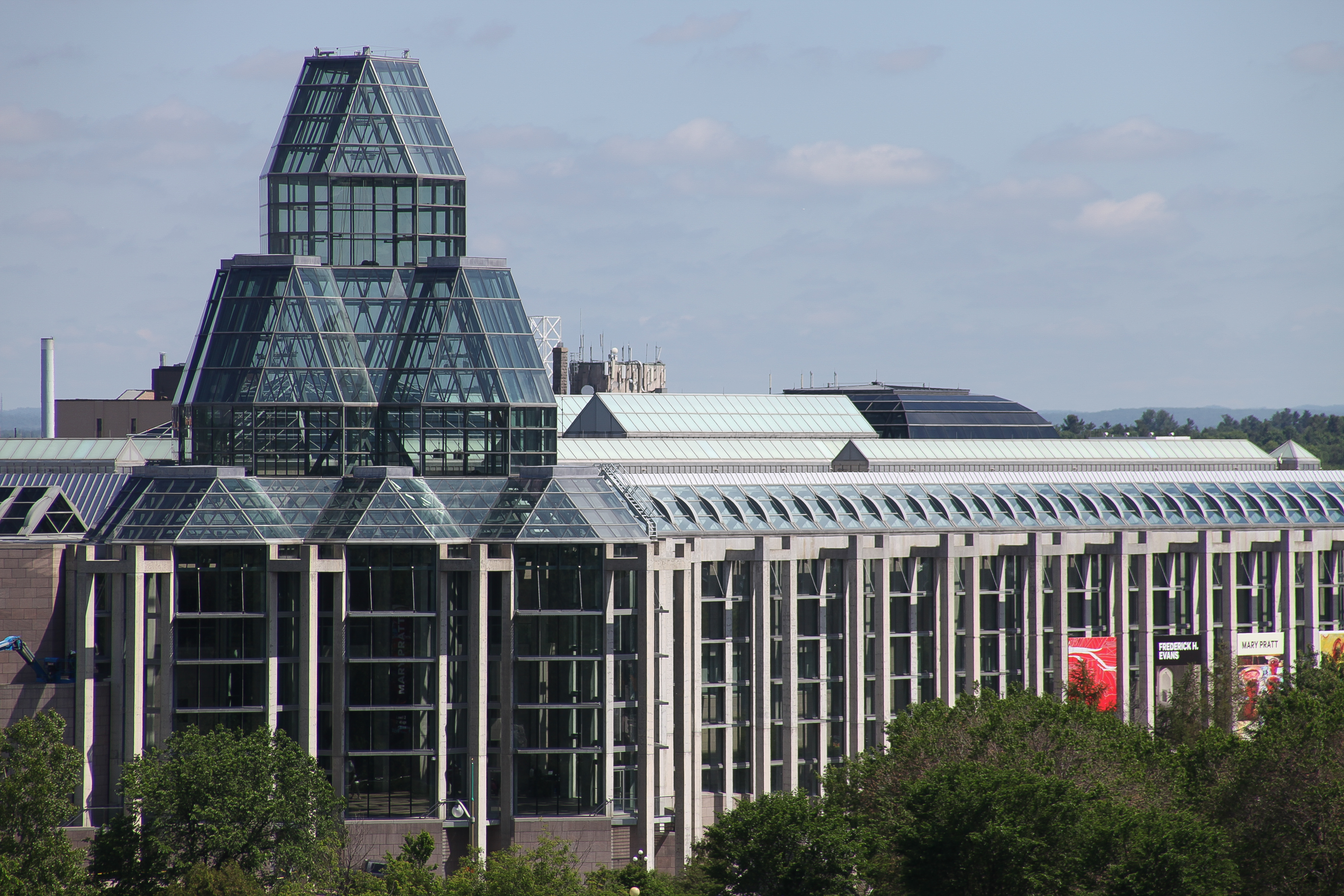
تتميز الواجهة الجنوبية للمبنى بجدار زجاجي تدعمه أبراج خرسانية

تتكون الواجهة الخارجية الشمالية والشرقية والغربية للمبنى من جدران جرانيتية وردية أو نوافذ زجاجية. الواجهة الخارجية الجنوبية تتميز بجدار زجاجي ممدود، تدعمه أبراج خرسانية مجمعة في أربع. تم تصميم المظهر الجانبي للواجهة الجنوبية لتقليد الكاتدرائية، حيث يتم استخدام الأبراج الخرسانية بطريقة مماثلة للدعامات الطائرة الموجودة في الكاتدرائيات القوطية. الجزء الشرقي من الواجهة الجنوبية للمبنى ينتقل إلى قبة زجاجية بلورية منخفضة المستوى، والتي تضم المدخل الرئيسي للمتحف. والجزء الغربي منها قبة زجاجية من ثلاث طبقات.
تتكون القبة الزجاجية ذات المستويات الثلاثة من زجاج مستطيل ودعامات فولاذية ضيقة. الطبقة الثانية من القبة مكونة من مستطيلات ومثلثات متساوية الأضلاع مقسمة إلى ثمانية أو اثني عشر مثلثًا متساوي الأضلاع أصغر. كل هذه القطع الزجاجية متصلة ببعضها البعض بواسطة دعامات فولاذية. الطبقة الثالثة من القبة مكونة من تصميمات متشابهة، على الرغم من أن الألواح الزجاجية المثلثة عبارة عن مثلثات متساوية الساقين. تتلاقى المثلثات متساوية الساقين لأعلى، وتتجه قممها نحو المركز. تم وضع قبة المبنى المكونة من ثلاث طبقات بطريقة تجعل القبة محاطة ببرج السلام ومكتبة البرلمان إلى الغرب، عند الاقتراب من المتحف من الشرق.

### الداخل

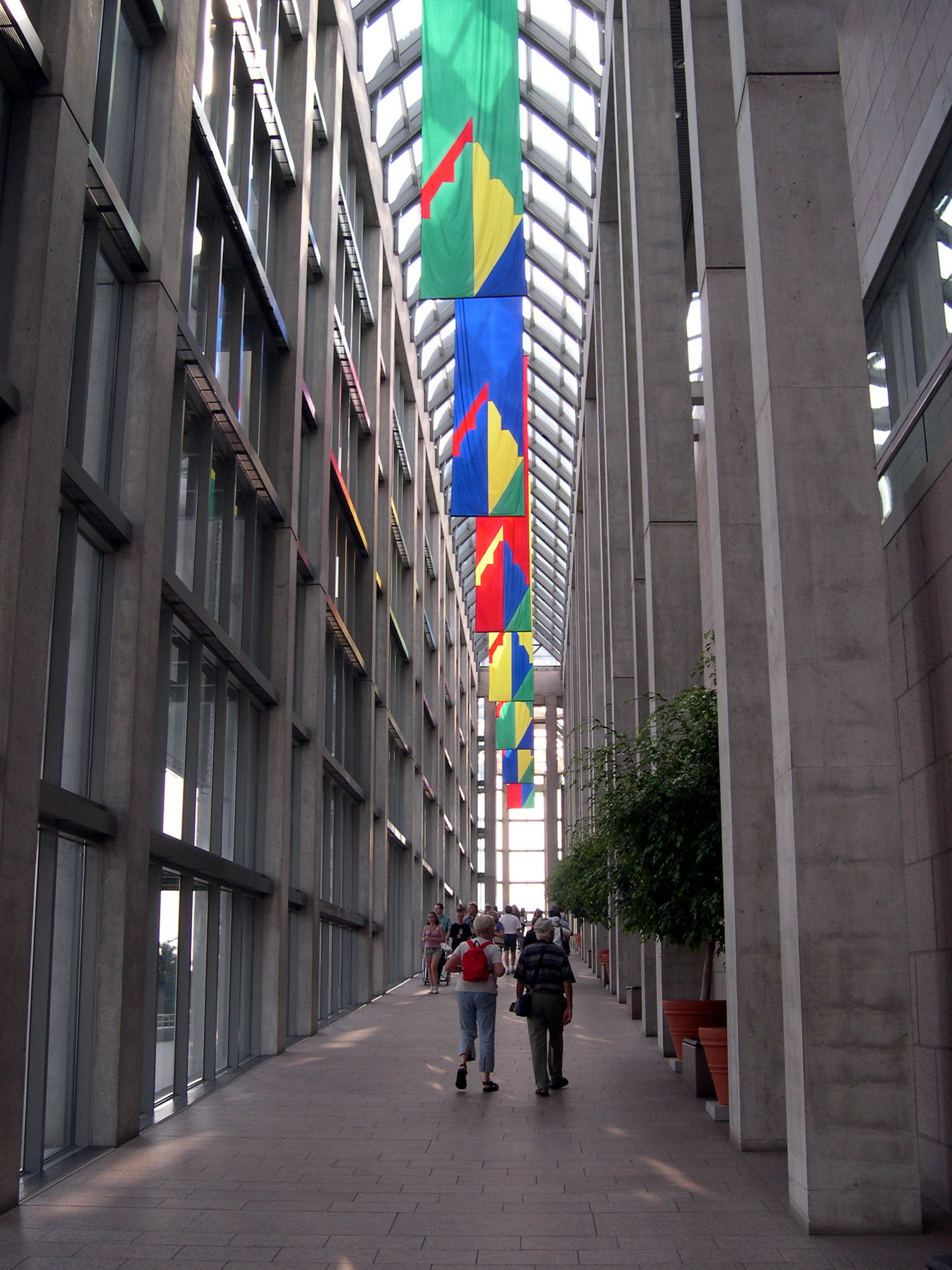
منظر للردهة الداخلية للمتحف، ومنحدر نحو القاعة الكبرى بالمتحف، وصالات العرض الأخرى

ردهة المدخل الداخلي مكسوة بالجرانيت الوردي وتضم 4 متر (13 قدم) منحدر عريض ينحدر صعودًا باتجاه الغرب. أشار صفدي إلى أهمية المنحدر في تصميمه، مشيرًا إلى أنه يجب على المرء «المرور من خلال نوع من الموكب لتشق طريقك إلى شيء مهم مثل المعرض الوطني»، وأنه منح الزائر شعورًا بصنع الصعود إلى طقوس، حفل. جدران بهو المدخل مبطنة بجرانيت وردي مقطوع بشكل مستطيل، باستثناء الجدار الجنوبي، وهو جزء من الواجهة الخارجية ذات الجدران الزجاجية. يمتد السقف الزجاجي والفولاذي الذي يذكرنا بهندسة الكاتدرائية القوطية على طول الطريق المنحدر. ومع ذلك، على عكس معظم الكاتدرائيات القوطية، يحتوي السقف على عدد من الأعمدة الخرسانية متباعدة لدعم السقف. قمة المنحدر نحو القاعة الكبرى للمبنى، الواقعة في القبة الزجاجية المكونة من ثلاثة طوابق.
الفناء الداخلي للمبنى يشمل حديقة التايغا. تم تصميم الحديقة من قبل كورنيليا أوبرلاندر، الذي صممها على غرار لوحة تير سوفاج بواسطة ألكسندر يونغ جاكسون، لوحة في المجموعة الدائمة بالمتحف الوطني. تحاول الحديقة تقليد المناظر الطبيعية التي تظهر في اللوحة، الدرع الكندي، على الرغم من استبدال الحجر الجيري بدلاً من الجرانيت الموجود عادةً في الدرع الكندي.

## المجموعة
اعتبارًا من أكتوبر 2018، تضم المجموعة الدائمة للمعرض الوطني الكندي أكثر من 93625 عملاً، تمثل عددًا من الحركات والعصور الفنية في تاريخ الفن. يحتوي المعرض على مجموعة كبيرة ومتنوعة من اللوحات والأعمال الورقية والنحت والصور الفوتوغرافية. كانت أقدم الأعمال التي حصل عليها المتحف من فنانين كنديين، مع بقاء الفن الكندي محور تركيز المؤسسة. ومع ذلك، تضم مجموعتها أيضًا عددًا من الأعمال لفنانين من جميع أنحاء العالم. تم بناء مجموعة المتحف من خلال الشراء والتبرعات. ينظم المتحف معارض السفر الخاصة به لعرض مجموعته، والسفر عبر كندا والخارج. المعرض الوطني هو أكبر مقرض للأعمال الفنية في كندا، حيث يرسل ما يقرب من 800 قطعة في السنة.
تضم مجموعة المطبوعات والرسومات بالمتحف 27000 عمل على الورق يعود تاريخها إلى القرن الخامس عشر حتى الوقت الحاضر. تضم مجموعة المطبوعات والرسوم 10000 عمل على الورق لفنانين كنديين؛ أكثر من 800 من هذه المطبوعات والرسومات صاغها فنانو الإنويت.،ref name="inuit">"Inuit Art". gallery.ca. National Gallery of Canada. 2019. مؤرشف من الأصل في 2023-03-26. اطلع عليه بتاريخ 2019-10-11.</ref> تشتمل مجموعة المطبوعات والرسم أيضًا على 2500 رسم و 10000 مطبوعة لفنانين أمريكيين وآسيويين وأوروبيين.
يضم المتحف أيضًا ما يقرب من 400 عمل لفنانين آسيويين، يعود تاريخها إلى 200 م إلى القرن التاسع عشر. بدأت المجموعة الآسيوية بالمتحف في أوائل القرن العشرين، بعدد من الأعمال التي نشأت من مجموعة ناسلي هيرامانيك. يحتوي المتحف أيضًا على مجموعة من الصور. نشأ عدد من الصور في المجموعة من المتحف الكندي البائد للتصوير المعاصر.
أكبر عمل في المعرض هو الجزء الداخلي الكامل لمصلى شارع ريدو، الذي كان جزءًا من دير سيدة القلب المقدس، صمم جورج كويلون الزخارف الداخلية لمصلى شارع ريدو في عام 1887. حصل المتحف على الجزء الداخلي للكنيسة في عام 1972، عندما تقرر هدم الدير. تم تفكيك القطع الداخلية البالغ عددها 1123، وتخزينها وإعادة بنائها داخل المعرض كعمل فني في عام 1988.

### الكنديون والسكان الأصليون

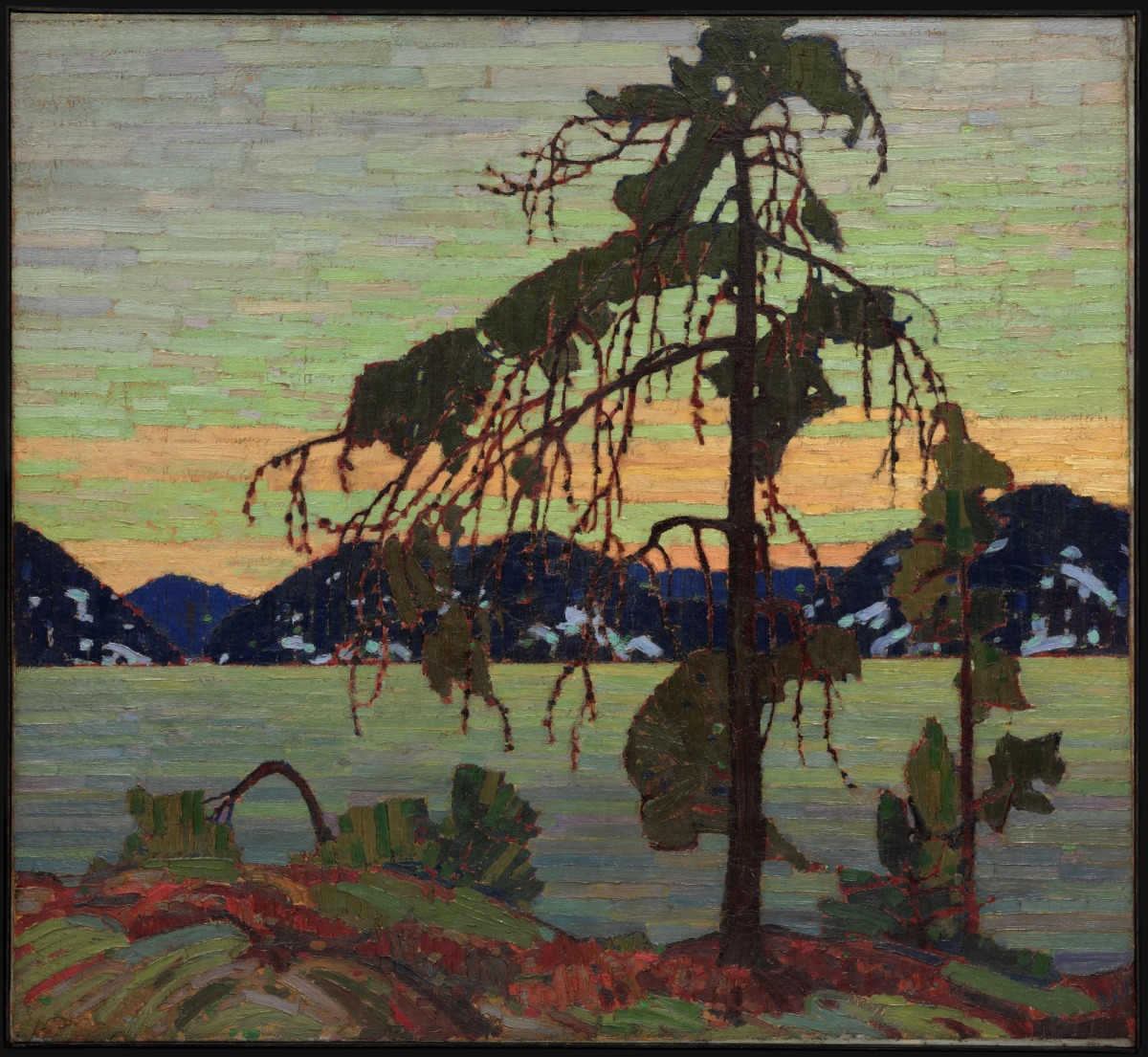
جاك باين من تأليف توم طومسون. تتضمن المجموعة الكندية عددًا من أعمال طومسون.

تتضمن المجموعة الكندية بالمتحف أعمالًا تعود إلى القرن الثامن عشر في فرنسا الجديدة، إلى التسعينيات. تتضمن المجموعة لوحات من ما قبل الكونفدرالية. اللوحات التجريدية وغيرها من فنون ما بعد الحرب؛ ومجموعة هنري بيركس للفضة الكندية. كانت لوحات ما قبل الكونفدرالية المبكرة من بين العناصر الأولى في المجموعات الكندية، حيث نشأت أقدم أعمال المعرض الوطني من فنانين كنديين في الأكاديمية الملكية الكندية للفنون.
تضم المجموعة الكندية بالمتحف عددًا كبيرًا من أعمال مجموعة السبعة. يضم المتحف أيضًا مجموعة كبيرة من أعمال توم طومسون، حيث أضاف المتحف ذا جاك باين (بالإنجليزية: The Jack Pine) إلى مجموعته في عام 1918. يضم المتحف أيضًا أكبر مجموعة من أعمال أليكس كولفيل. ومن بين الفنانين الآخرين الذين ظهروا في المجموعات ويليام بيرزي، وجاك بوش، وبول إميل بوردواس، وإميلي كار، وروبرت فيلد، وفيرا فرنكل، وتيوفيل هاميل، وجوزيف ليجاري، وكورنيليوس كريغوف، وفرناند ليدوك، وألكسندرا لوك، وكين لوم، وجيمس ويلسون موريس، وجون أوبراين وأنطوان بلاموندون وويليام رافائيل وجان بول ريوبيل وويليام رونالد ومايكل سنو وليزا ستيل وجيف وول وجويس ويلاند وبول وونغ وأعضاء ريجينا فايف.
احتفالًا بالذكرى السنوية الـ 150 لكندا في عام 2017، أجرى المتحف تجديدًا بقيمة 7.4 مليون دولار كندي لفتح معرض الفن الكندي والسكان الأصليين: من زمن سحيق حتى عام 1967. يعرض المعرض تقدم الفن والتاريخ الكنديين، ويعرض الأعمال الكندية والسكان الأصليين جنبًا إلى جنب. يتم عرض هذه الأعمال بطريقة تدرس العلاقات المتشابكة بين مجموعتي الناس.

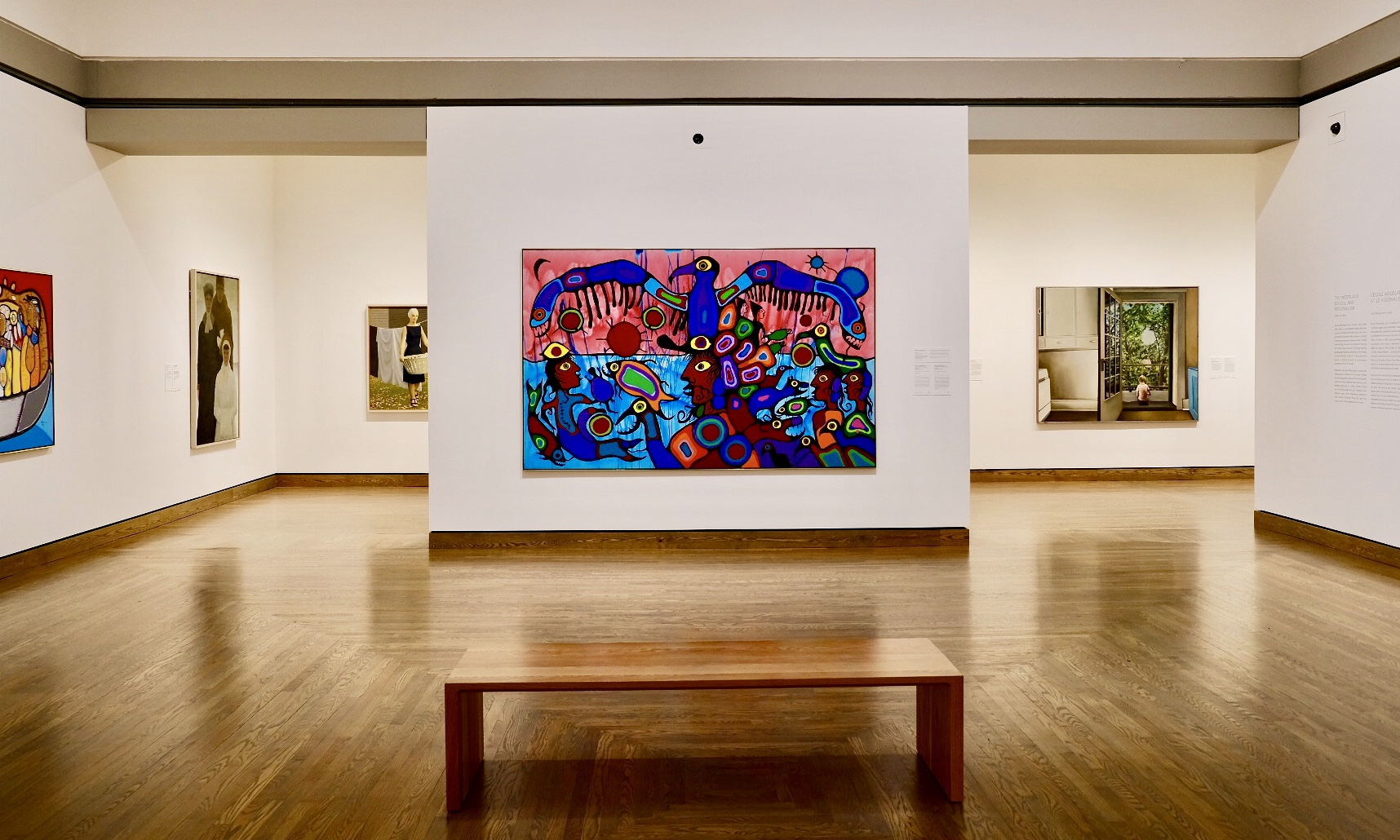
لوحة الفنانة والشامان بين عالمين بواسطة نورفال موريسو معروضان في المتحف

تتضمن مجموعة السكان الأصليين أعمالًا لفنانين من السكان الأصليين في جميع أنحاء العالم، على الرغم من أنها تركز على أعمال الشعوب الأصلية في كندا. اكتسبت مجموعة المتحف أعمالها الأولى لفنانين من الأمم الأولى وميتيس في أوائل القرن العشرين. حصل المتحف على أعماله الأولى من الإنويت في عام 1956، والتي صممها فنانون في نونافيك. في عام 1979، ترك هنري بيركس عددًا من الأعمال لفنانين من السكان الأصليين إلى NGC. في عامي 1989 و 1992، ورثت وزارة الشؤون الهندية والتنمية الشمالية 570 عملاً لفنانين إنويت.
عدد من الفنانين من السكان الأصليين الذين ظهرت أعمالهم في المجموعة تشمل كينوجواك أشواك، كياواك أشونا، قاقق أشونا، كارل بيم، فاي هيفي شيلد، أوسويتوك إبيلي، ريتا ليتيندر، نورفال موريسو، شيلي نيرو، ديفيد روبين بيكتوكون، أبراهام أنغاسكورين، لوسي. توتسويتوك، جيفري توماس، جون تيكتاك، ولورنس بول يوكسويلوبتون.

### اللوحات المعاصرة

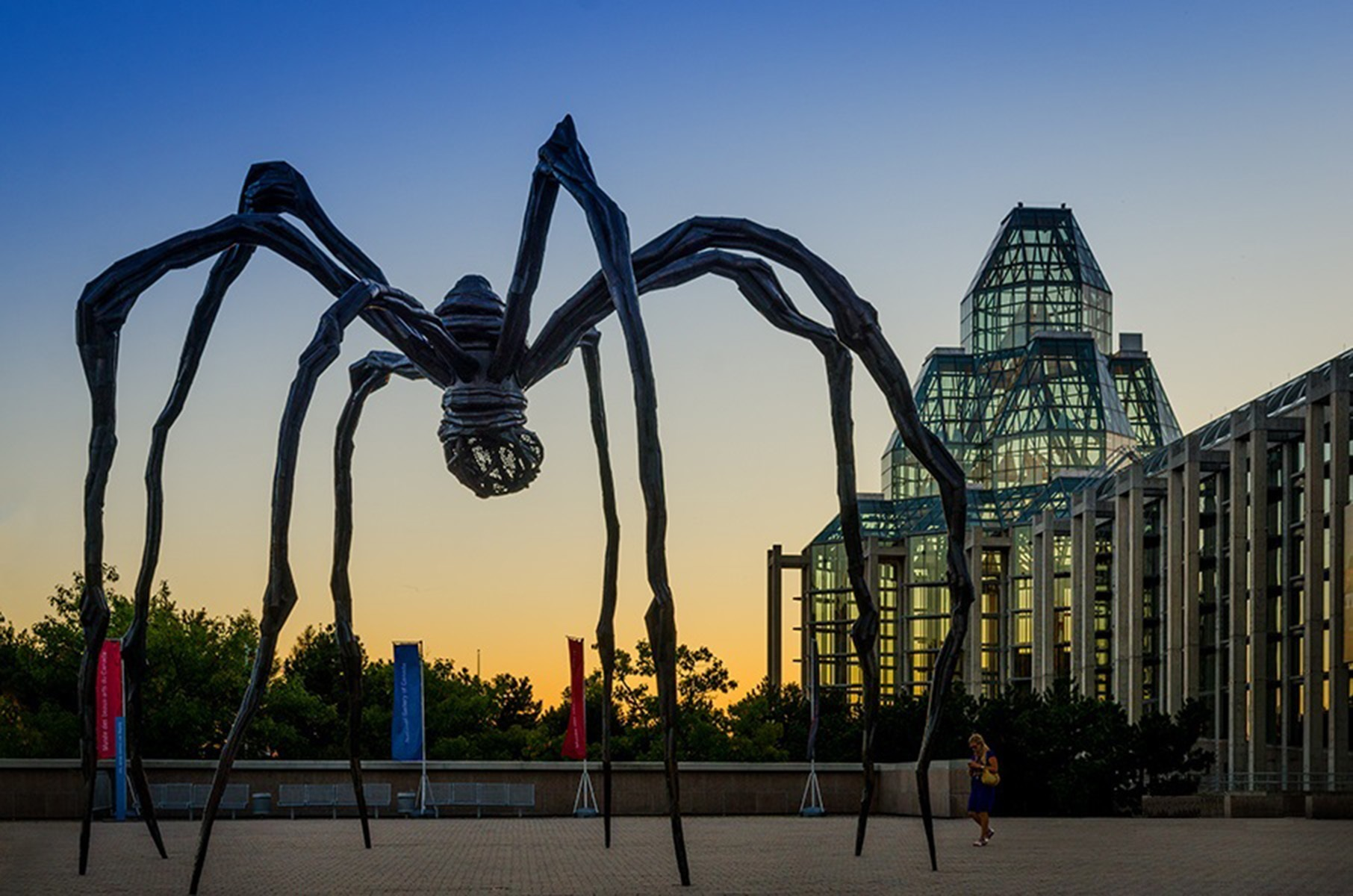
مامان للويز بورجوا معروض خارج المتحف

تضم المجموعة المعاصرة للمتحف 1500 عمل لفنانين منذ التسعينيات. تضم المجموعة المعاصرة عددًا من الأعمال لفنانين كنديين وكنديين أصليين. كان أول عمل فني كندي أصلي معاصر حصل عليه المعرض الوطني في عام 1987، وهو قطعة للفنان أنيشينابه [[كارل بيم[[ (بالإنجليزية: Carl Beam). في عام 2017، تبرع بوب ريني بمجموعة فنية معاصرة للمعرض الوطني تكريما للذكرى 150 لكندا. تضم المجموعة 197 لوحة ومنحوتات ووسائط مختلطة معظمها نشأ من فنانين مقيمين في فانكوفر بما في ذلك جيفري فارمر ورودني جراهام وبريان جنجن وإيان والاس. ومع ذلك، فإن مجموعة ريني تتضمن بعض الأعمال المعاصرة الدولية، بما في ذلك من Doris Salcedo.
في عام 1990، اشترت صالة العرض صوت النار لبارنيت نيومان مقابل 1.8 مليون دولار، مما أثار عاصفة من الجدل. ومع ذلك، فقد ارتفعت قيمته منذ ذلك الوقت إلى حوالي 40 مليون دولار كندي اعتبارًا من عام 2014. في عام 1999، حصل المتحف على تمثال عنكبوت عملاق، مامان، من تصميم لويز بورجوا بتكلفة قدرها 3.2 مليون دولار كندي. تم تركيب التمثال في الساحة أمام المعرض. في عام 2011، قام المعرض بتركيب خيول الجري للنحات الكندي جو فافارد بجوار مدخل ساسيكس درايف، ونحت الفنان الأمريكي روكسي باين لوحة وان هاندرد فوت لاين (بالإنجليزية: One Hundred Foot Line) في نيبين بوينت خلف المعرض. ومن بين الفنانين المعاصرين الآخرين الذين ظهرت أعمالهم في مجموعة المعرض الوطني ديفيد التميجد، ولي بول، وجانيت كارديف، وبهارتي خير، وكريستيان ماركلاي، وإليزابيث ماكنتوش، وكريس أوفيلي، وروكسي باين، وأوغو روندينون، وجوان تود.

### الأوروبية والأمريكية والآسيوية

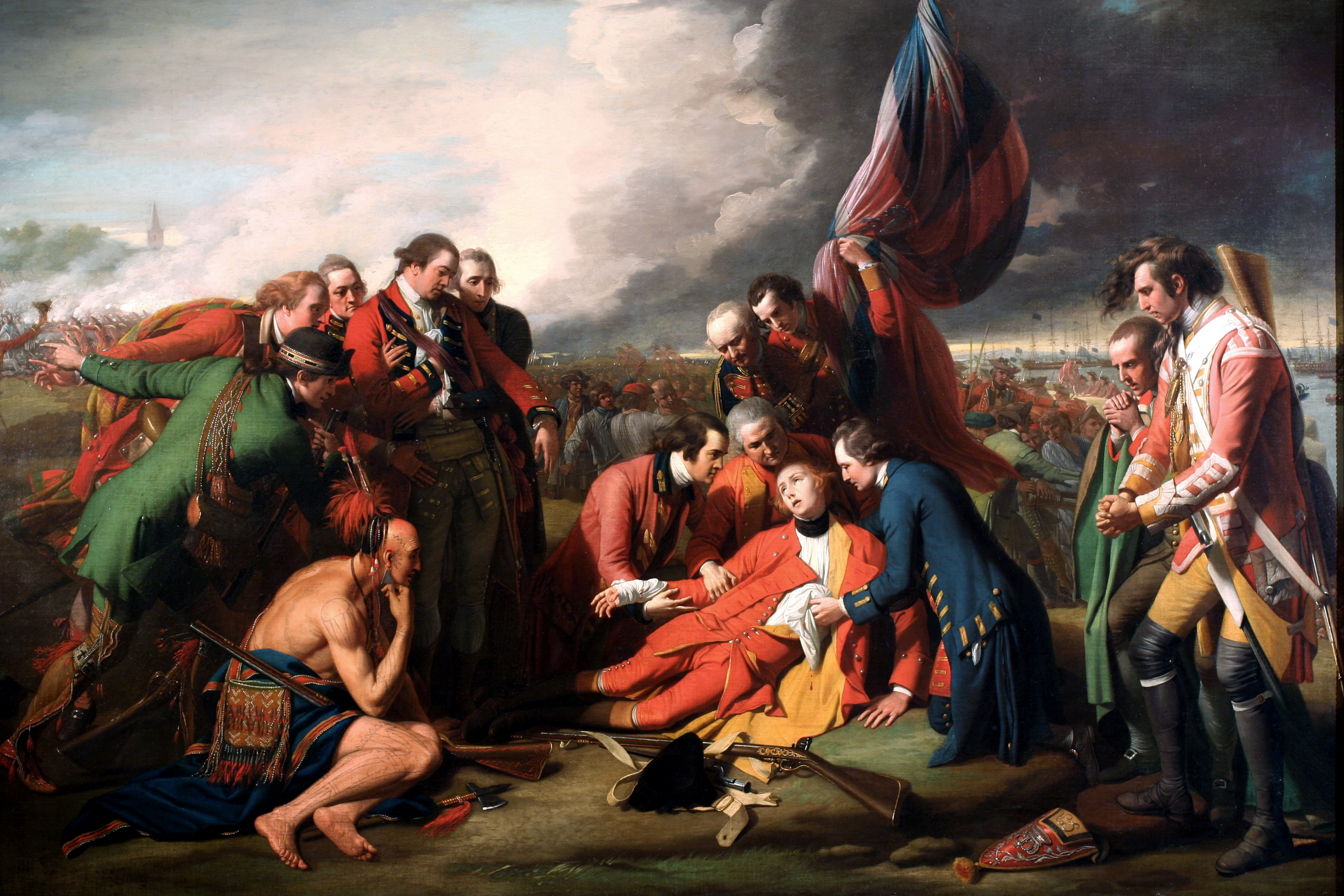
لوحة وفاة الجنرال وولف بواسطة بنيامين ويست. اللوحة جزء من مجموعة المتحف.

تضم منطقة المجموعات الأوروبية والأمريكية والآسيوية معظم أعمال المتحف لفنانين غير كنديين. حصل المتحف على أول عمل أوروبي له في عام 1907، لوحة «إغناتيوس سانشو» لتوماس غينزبورو. على العكس من ذلك، لم يبدأ المتحف في تطوير مجموعته الفنية الأمريكية حتى السبعينيات. تضم مجموعة المتحف أعمالًا أمريكية وأوروبية تعود إلى عصر النهضة وحتى القرن العشرين. بالإضافة إلى الفن الغربي، تضم منطقة التجميع أيضًا 400 عمل من الهند ونيبال والتبت.
توسعت المجموعة الأوروبية للمتحف منذ ذلك الحين إما من خلال المقتنيات أو الهدايا. تشمل الأعمال التي تم الحصول عليها من خلال عمليات الاستحواذ لا تور إيفل بواسطة مارك شاغال، التي حصل عليها المتحف في عام 1956 مقابل 16000 دولار كندي. في عام 2018، خطط المتحف لبيع القطعة لتمويل اقتناء أعمال أخرى، لكنه تخلى عن تلك الخطط بعد أن تبين أنها لا تحظى بشعبية لدى الجمهور. في عام 2005، حصل المعرض على لوحة لرسام عصر النهضة الإيطالي فرانشيسكو سالفياتي مقابل 4.5 مليون دولار. في عام 2018، استحوذ المتحف على ذا بارتي كاريي (بالإنجليزية: The Partie Carée) لجيمس تيسو من مجموعة دايفيد جراهام، وعرضها في ديسمبر 2018. وهو ثالث عمل تيسو يحصل عليه المتحف منذ عام 1921. تشمل الأعمال الأخرى من المجموعة لوحة مقتل الجنرال وولف للفنان الأنجلو أمريكي بنيامين ويست. ظهرت فنانين آخرين في مجموعة أوروبية المتحف يضم أليخو فرنانديز، فيلهلم هامرشوي، غوستاف كليمت، إليزابيث فيغ لوبرون، هنري ماتيس، شارل ماينير، كلود مونيه، رامبرانت، وفنسنت فان جوخ.

## المكتبة والمحفوظات
تحتوي مكتبة وأرشيف المعرض الوطني الكندي على مجموعة واسعة من الأدب الفني عن الفن الكندي. تم إنشاء المكتبة والمحفوظات جنبًا إلى جنب مع المتحف في عام 1880، وتحتوي على وثائق عن الفن الغربي من أواخر العصور الوسطى حتى الوقت الحاضر. تضم المجموعة 275000 كتاب وكتالوج معارض ودوريات. 76000 ملف توثيق ؛ و 95000 شكل ميكرو. المحفوظات بمثابة أرشيف مؤسسي للمتحف.
تشتمل المجموعات الخاصة بالمكتبة والأرشيف على أكثر من 50000 كتالوج للمزادات، بالإضافة إلى 182000 شريحة و 360.000 صورة بحثية. تحتوي المواد الاستثنائية الخاصة بالمكتبة والمحفوظات ومجموعات الموضوعات البارزة على عدد من البصمات النادرة والكتب وألواح الكتب عن فنانين كنديين، بالإضافة إلى عناصر تتعلق بمؤرخي الفن الكندي.

## الانتماءات
ينتمي المتحف إلى العديد من الجمعيات، بما في ذلك جمعية المتاحف الكندية، وجمعية أونتاريو للمعارض الفنية، وشبكة معلومات التراث الكندي، والمتحف الافتراضي لكندا.

## أعمال محددة

### المجموعة الكندية

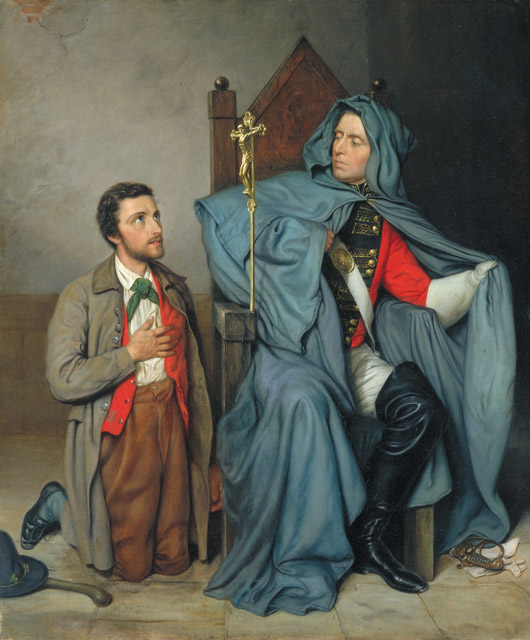
شارلوت شريبر، ذا كروبي بوي، ١٨٧٩
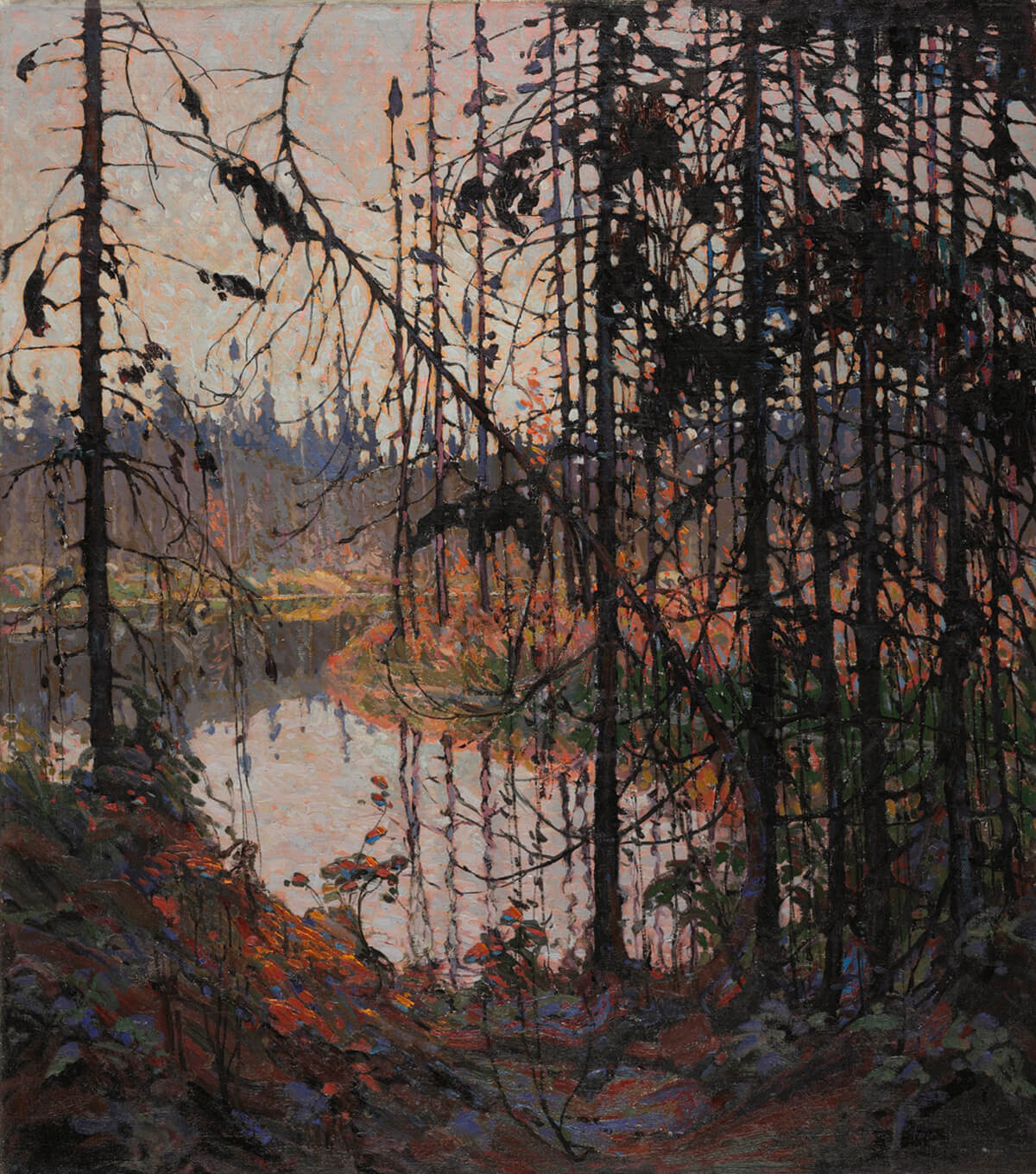
توم طومسون، النهر الشمالي  [لغات أخرى]‏، 1914-15
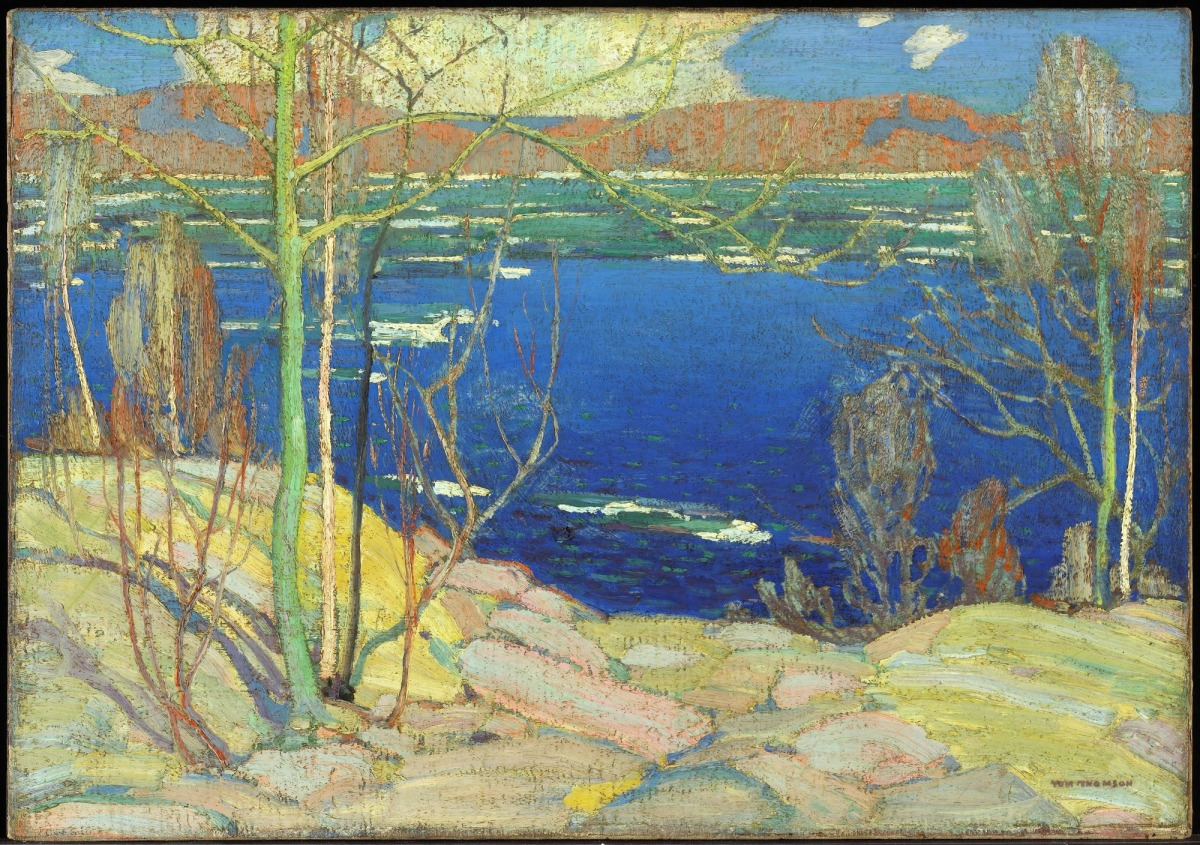
توم طومسون، سبرينغ آيس  [لغات أخرى]‏، 1915-16
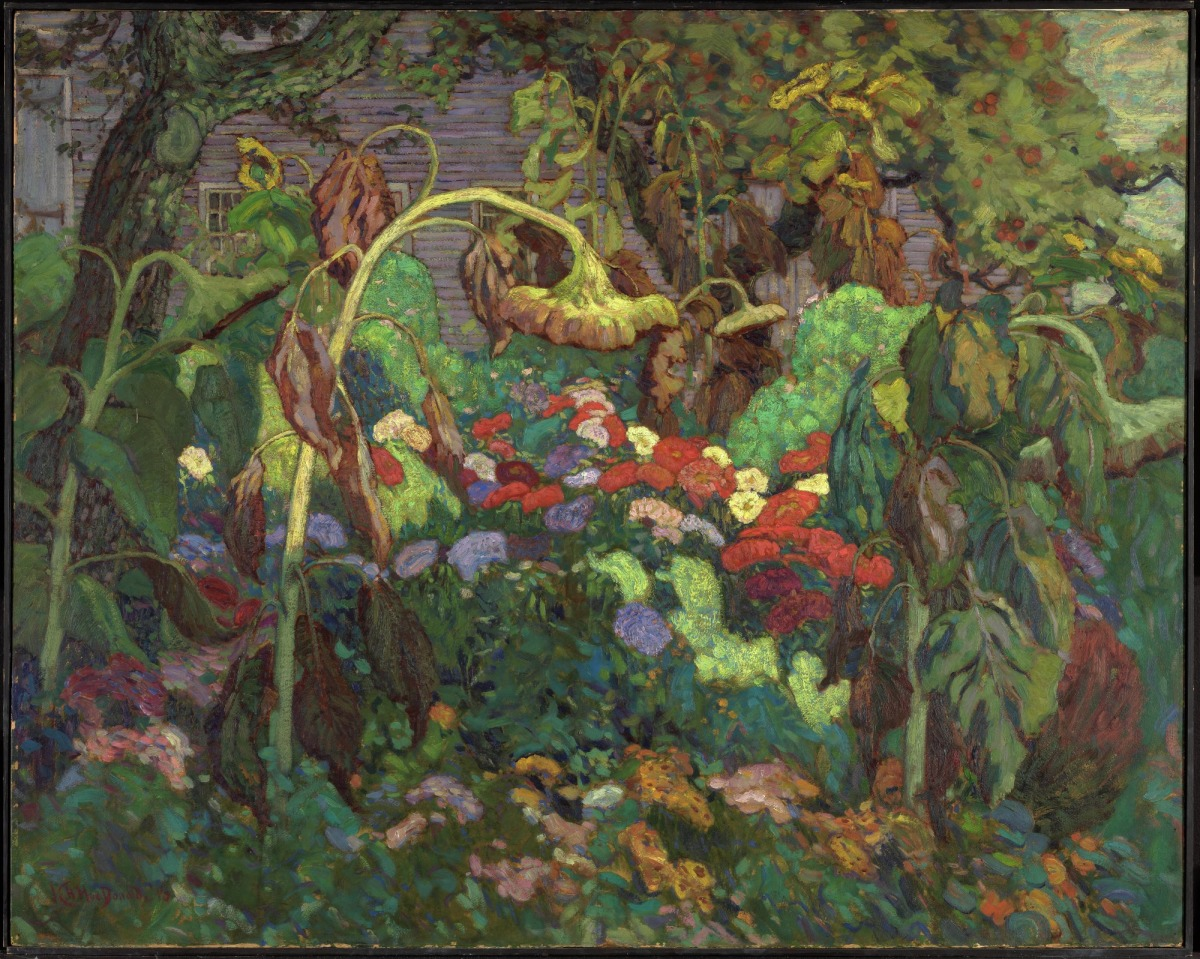
جيه إي إتش ماكدونالد  [لغات أخرى]‏، الحديقة المتشابكة، ١٩١٦
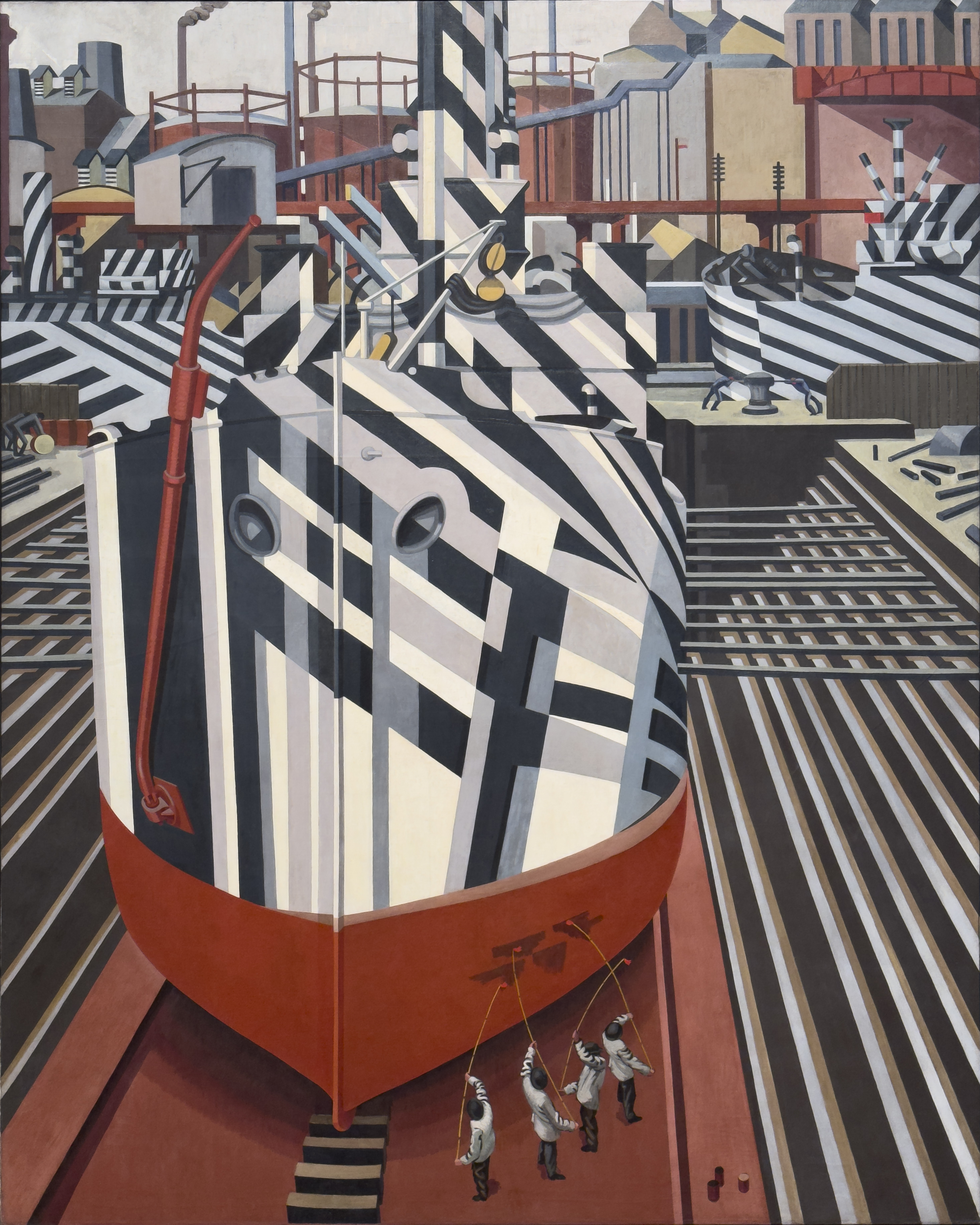
إدوارد وادزورث  [لغات أخرى]‏، سفن Dazzle في Drydock في ليفربول  [لغات أخرى]‏، 1919
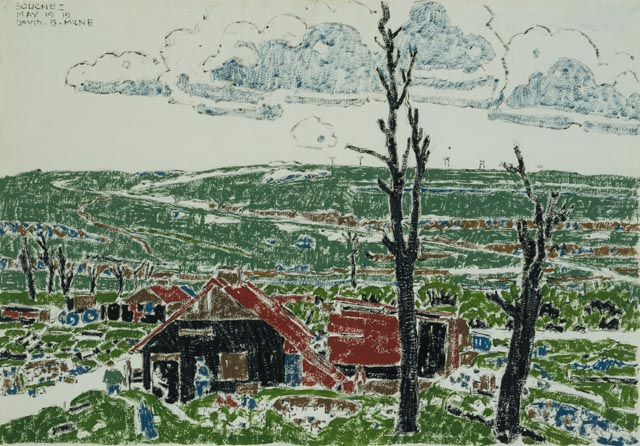
ديفيد ميلن، فيمي ريدج من Souchez، Estaminet بين الأنقاض، 1919
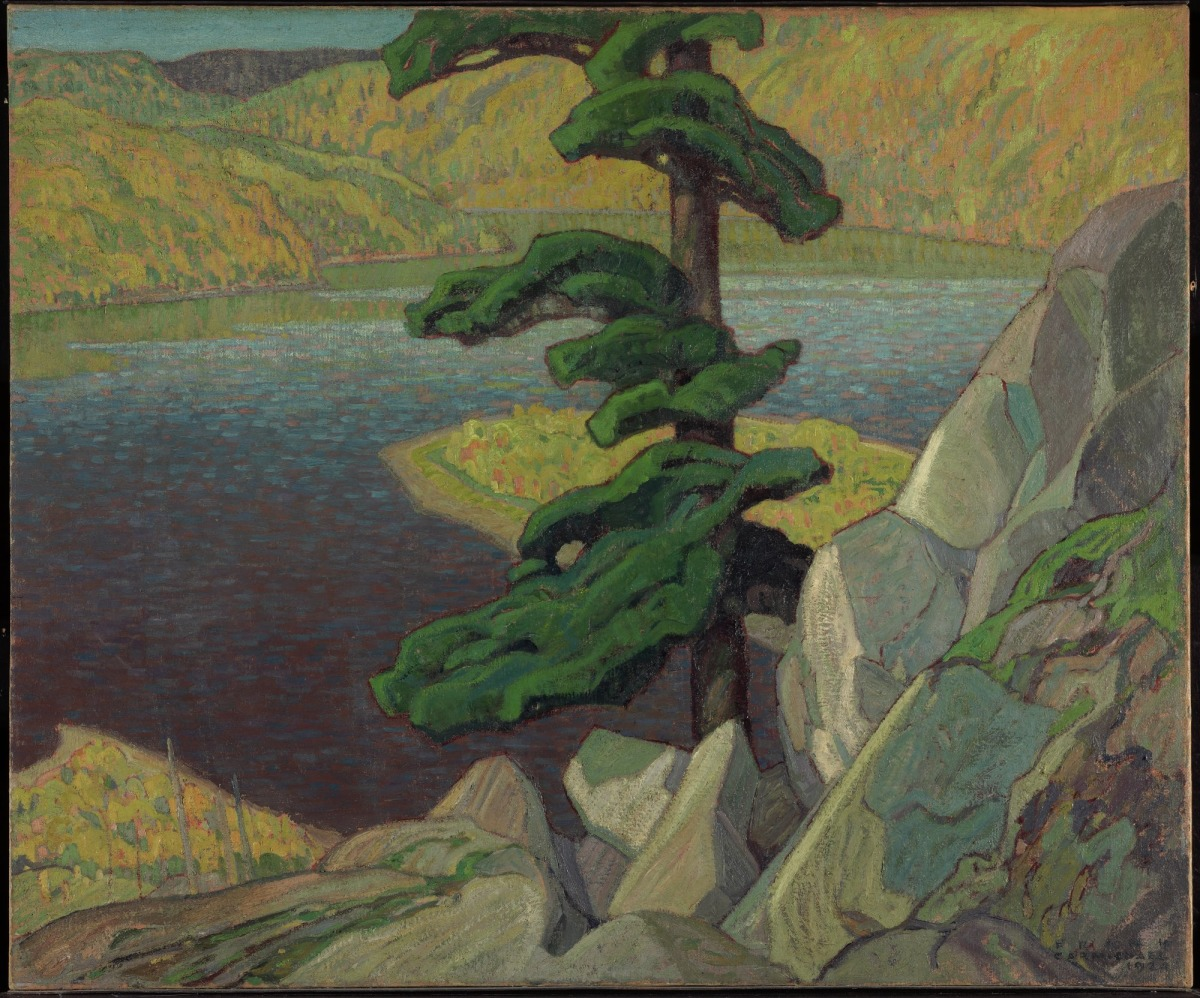
فرانكلين كارمايكل، أوتاوا العليا، بالقرب من مطاوع، 1924
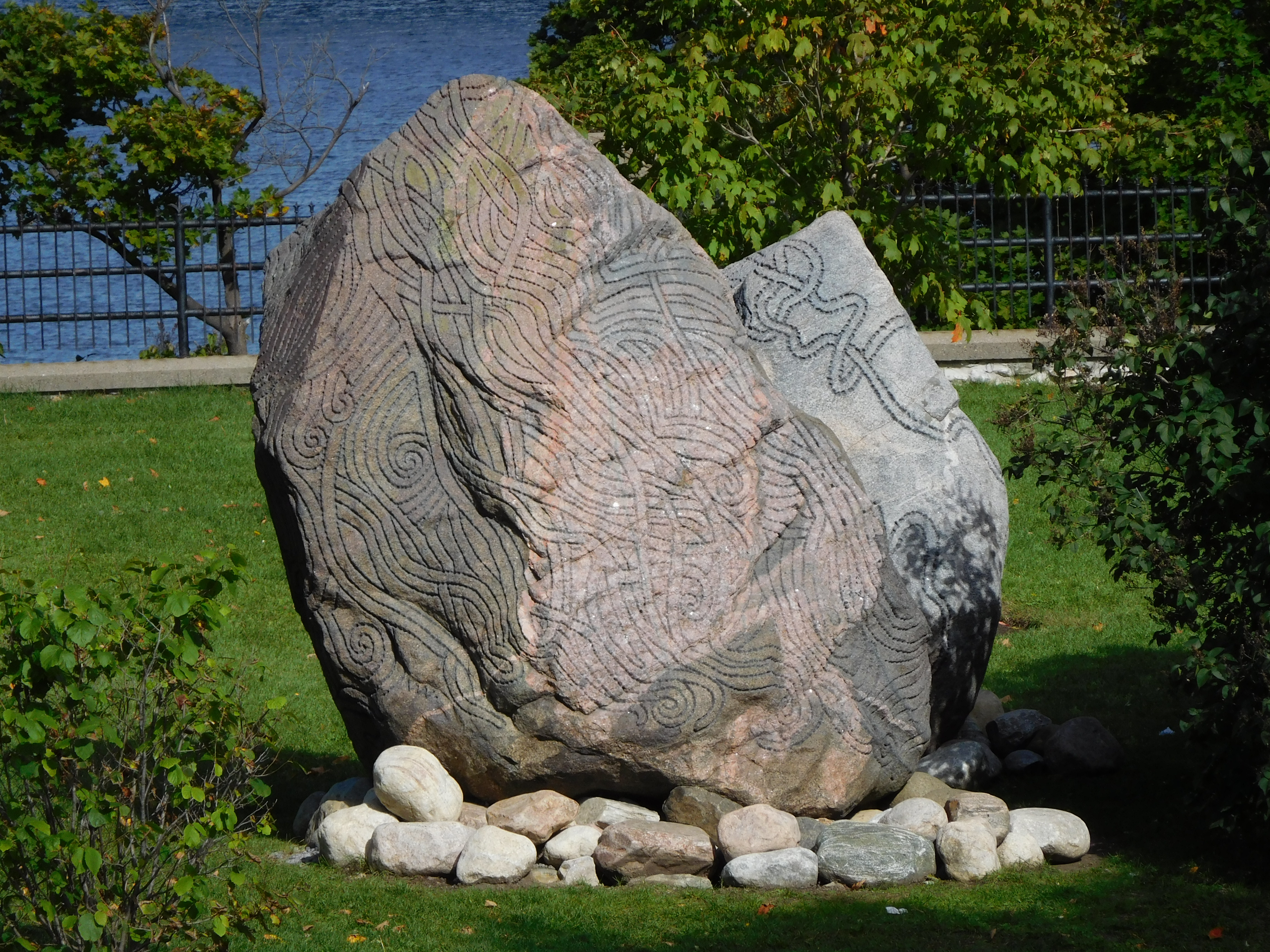
بيل فازان  [لغات أخرى]‏، عش الأسود، 1989-1991

### المجموعة الأوروبية والأمريكية

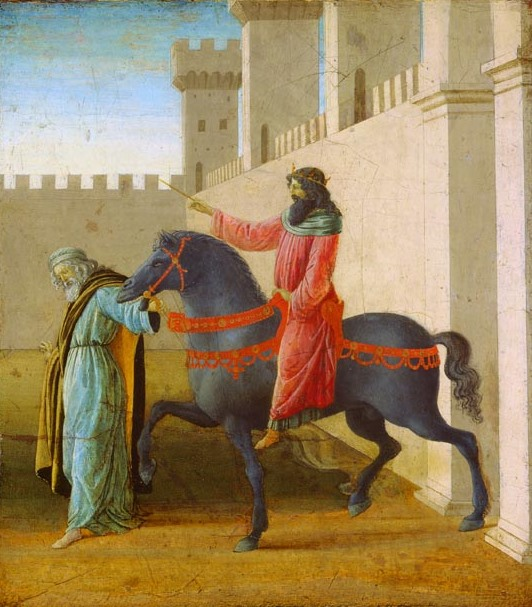
ساندرو بوتيتشيلي، انتصار مردخاي  [لغات أخرى]‏،ق. 1475
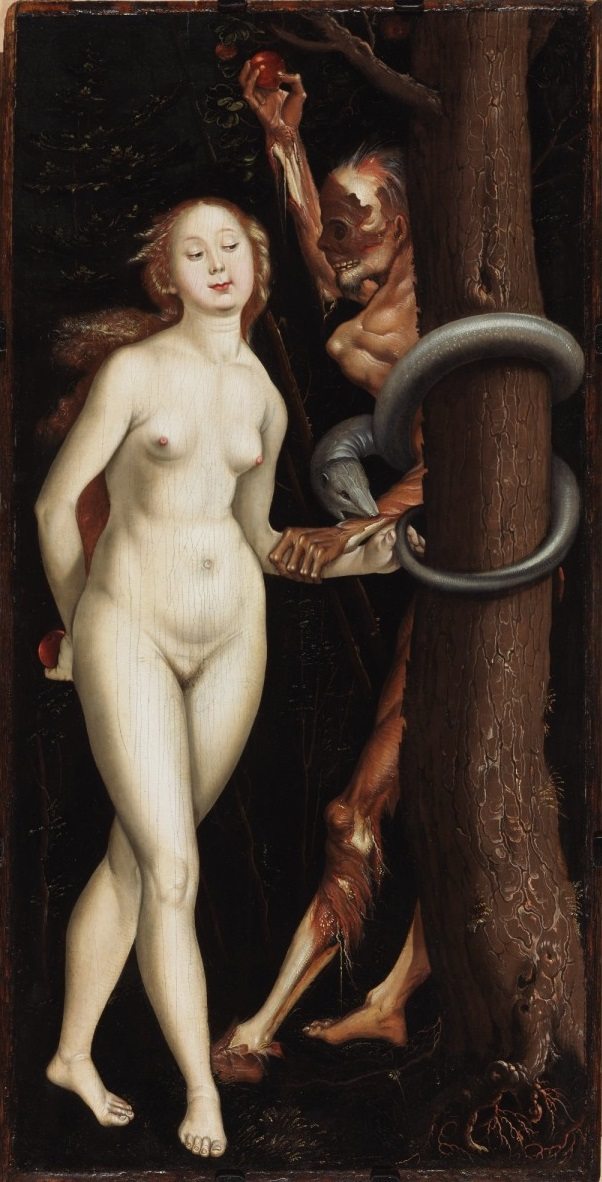
هانز بالدونغ، حواء، الحية، والموت،ق. 1510–15
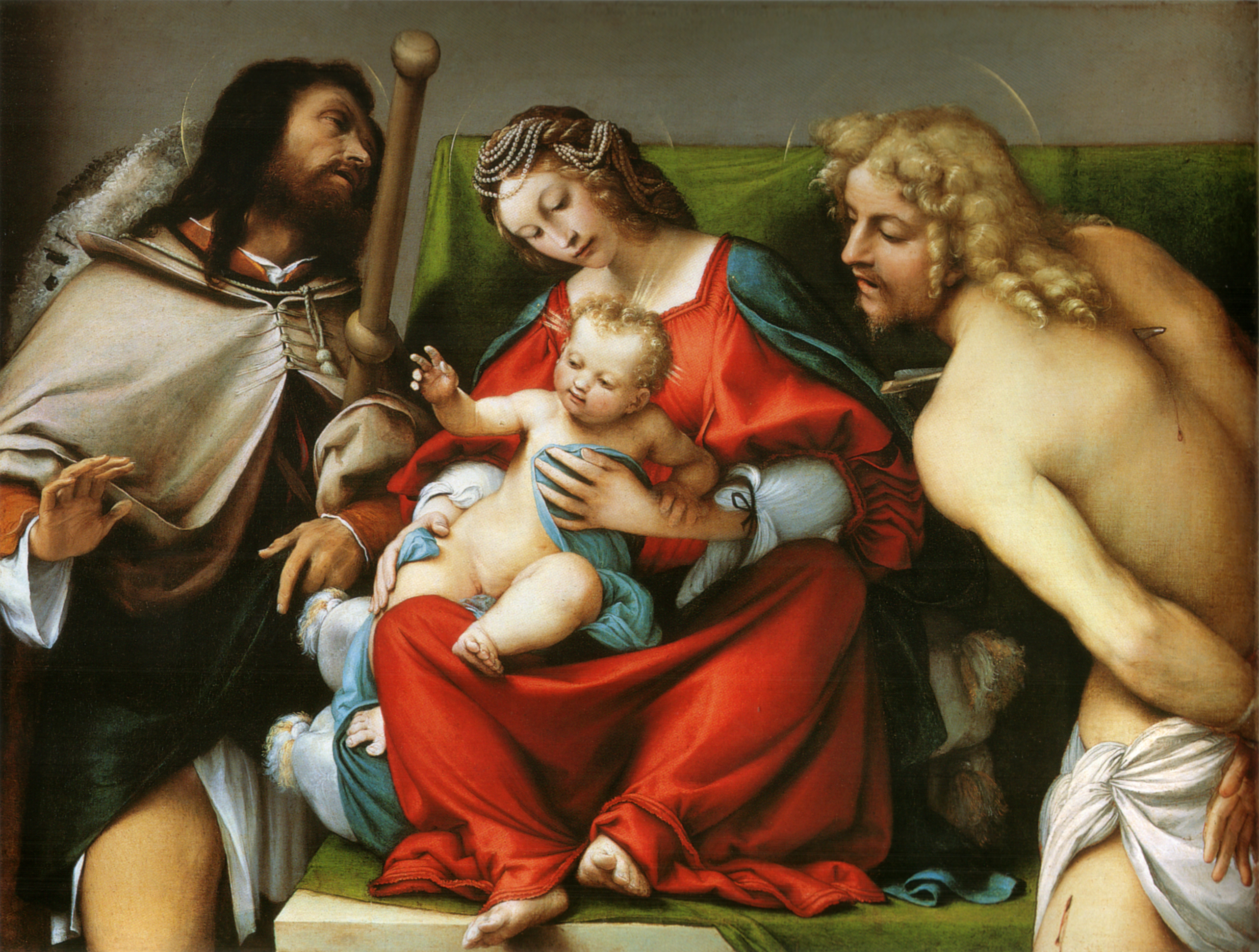
لورنزو لوتو  [لغات أخرى]‏، مادونا والطفل مع سانت روش وسانت سيباستيان  [لغات أخرى]‏،ق. 1518
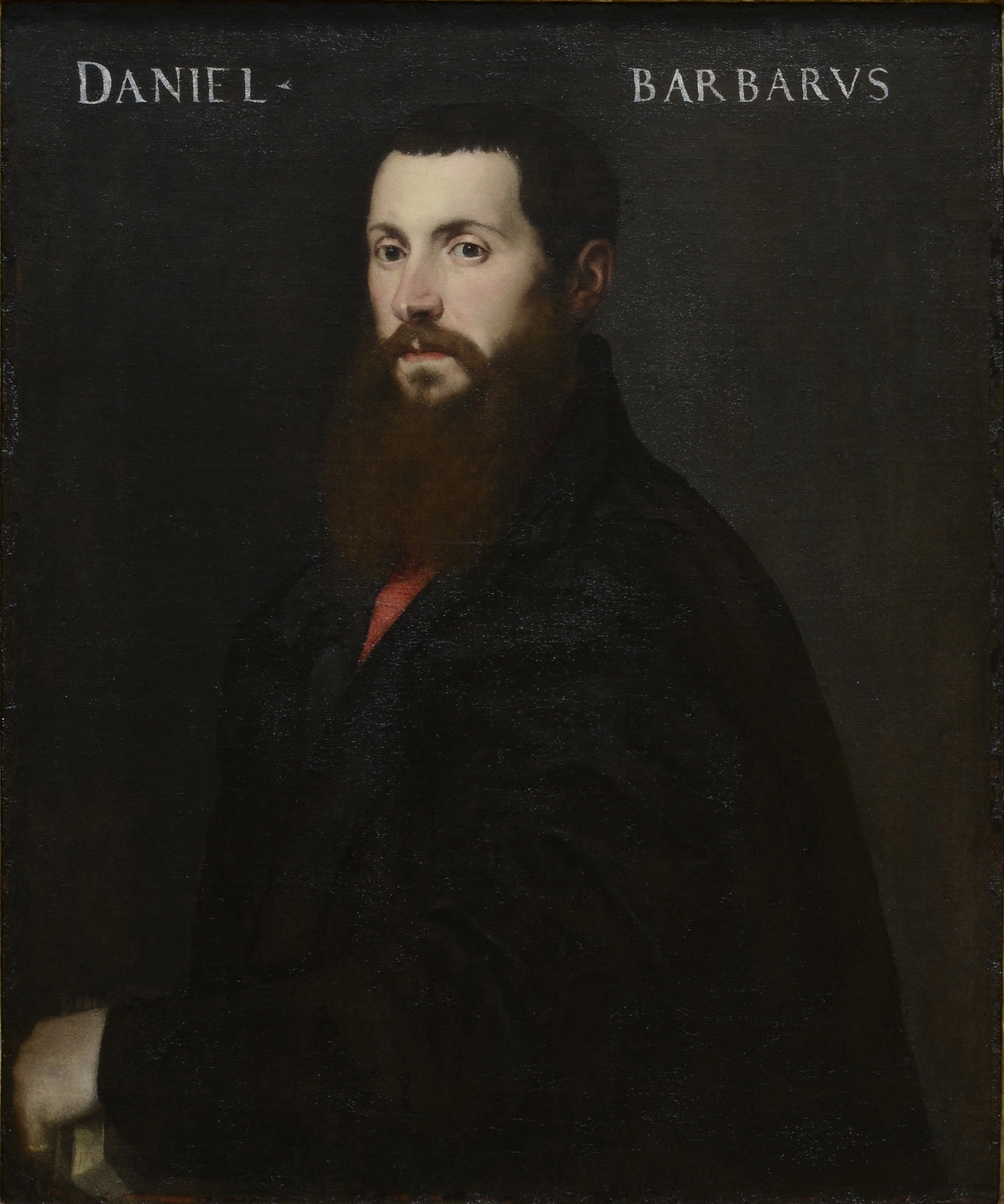
تيتيان، دانييل باربارو 1545
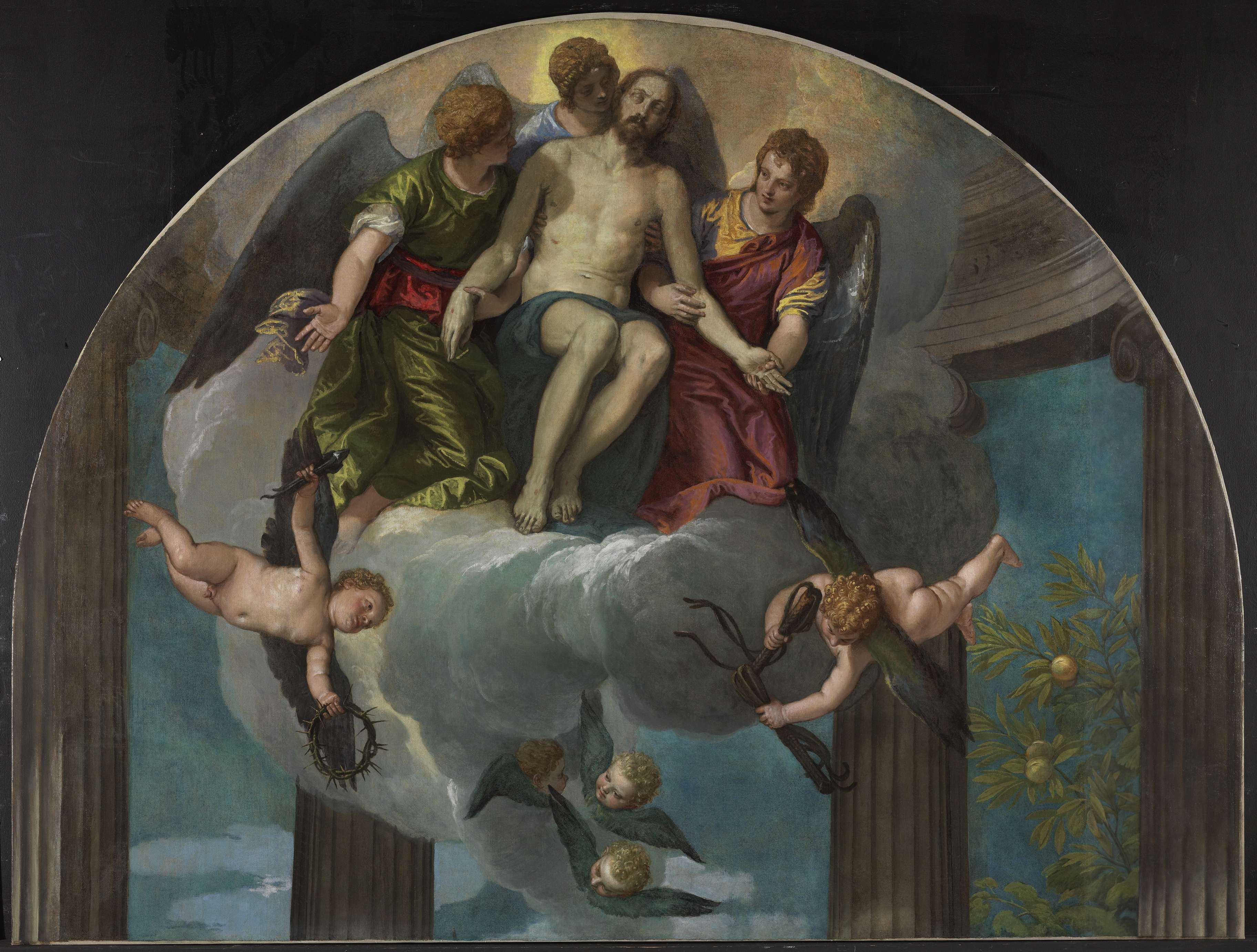
باولو فيرونيز، جزء من بيتروبيلي مذبح: المسيح الميت مع الملائكة  [لغات أخرى]‏،ق. 1563
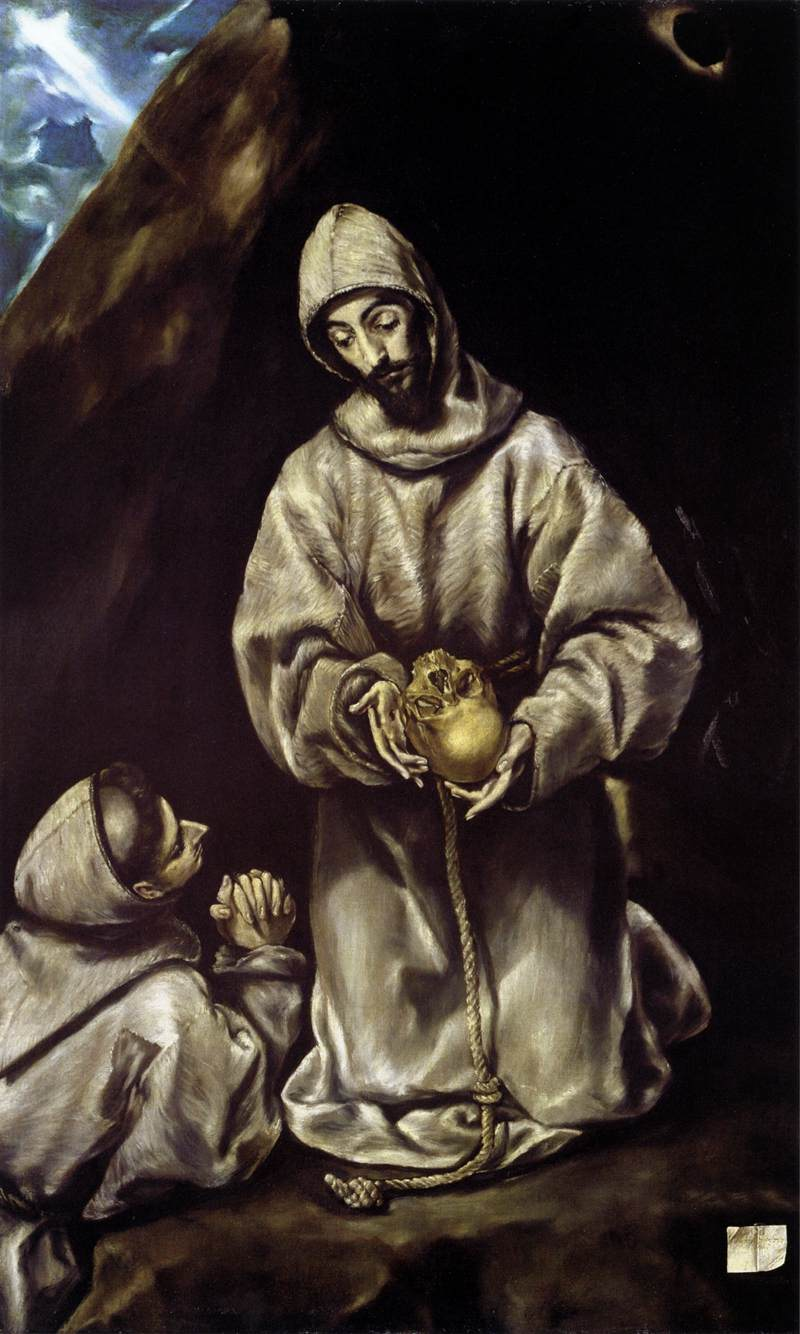
إل جريكو، القديس فرنسيس والأخ ليو يتأملون في الموت،ق. 1600–05
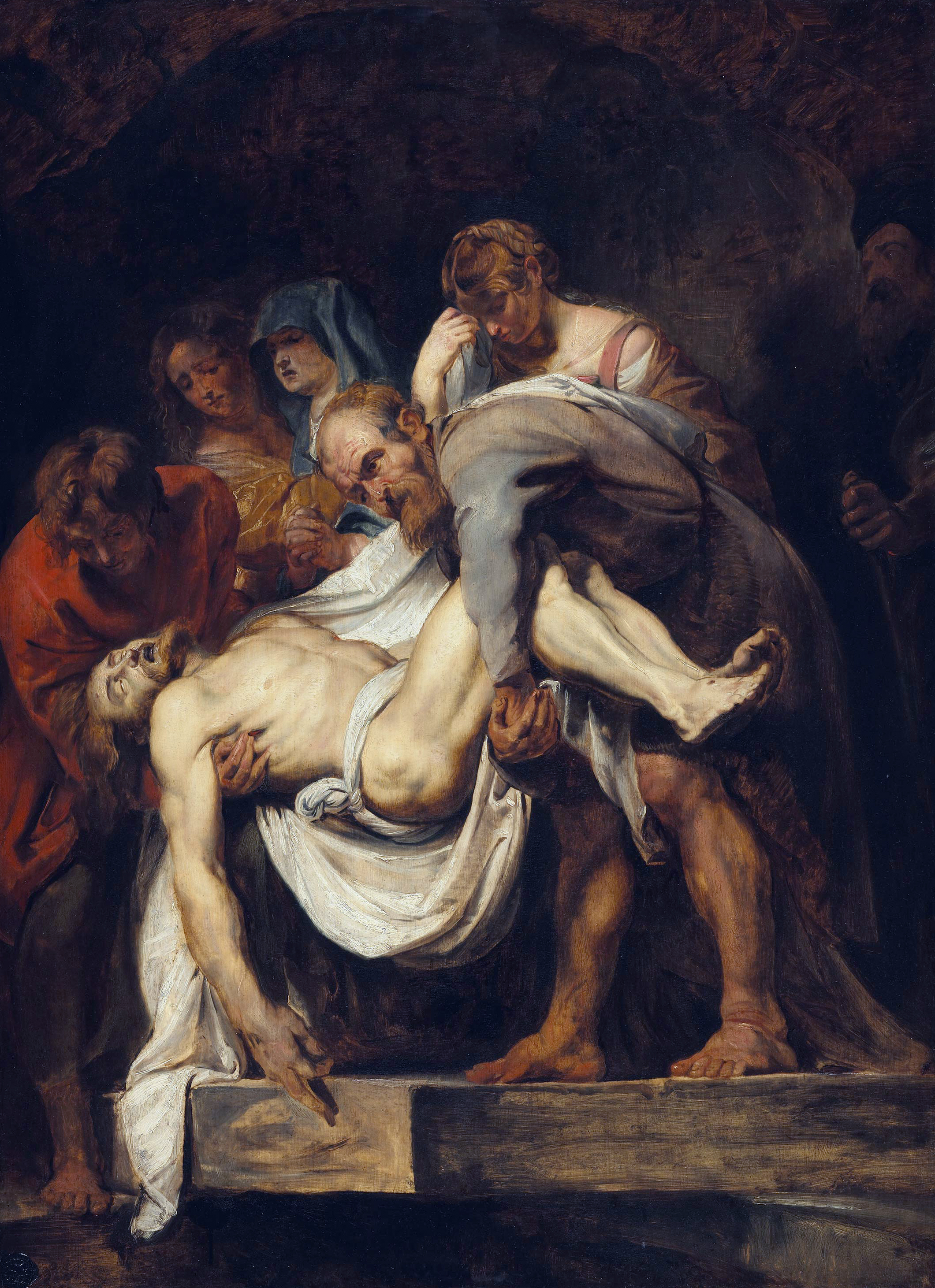
بيتر بول روبنز، القبر،ق. 1612–15
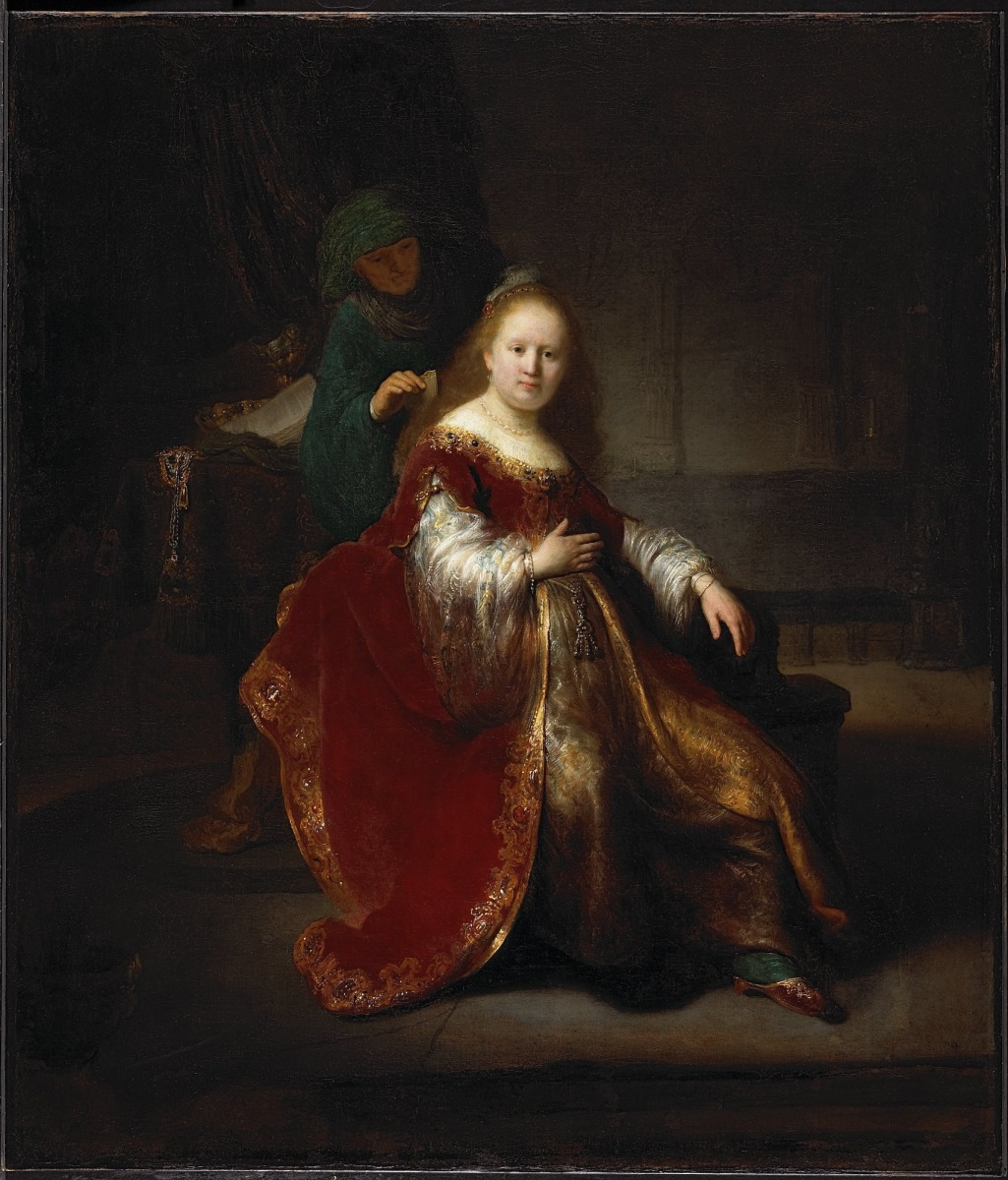
رامبرانت، بطلة من العهد القديم، 1632-1633
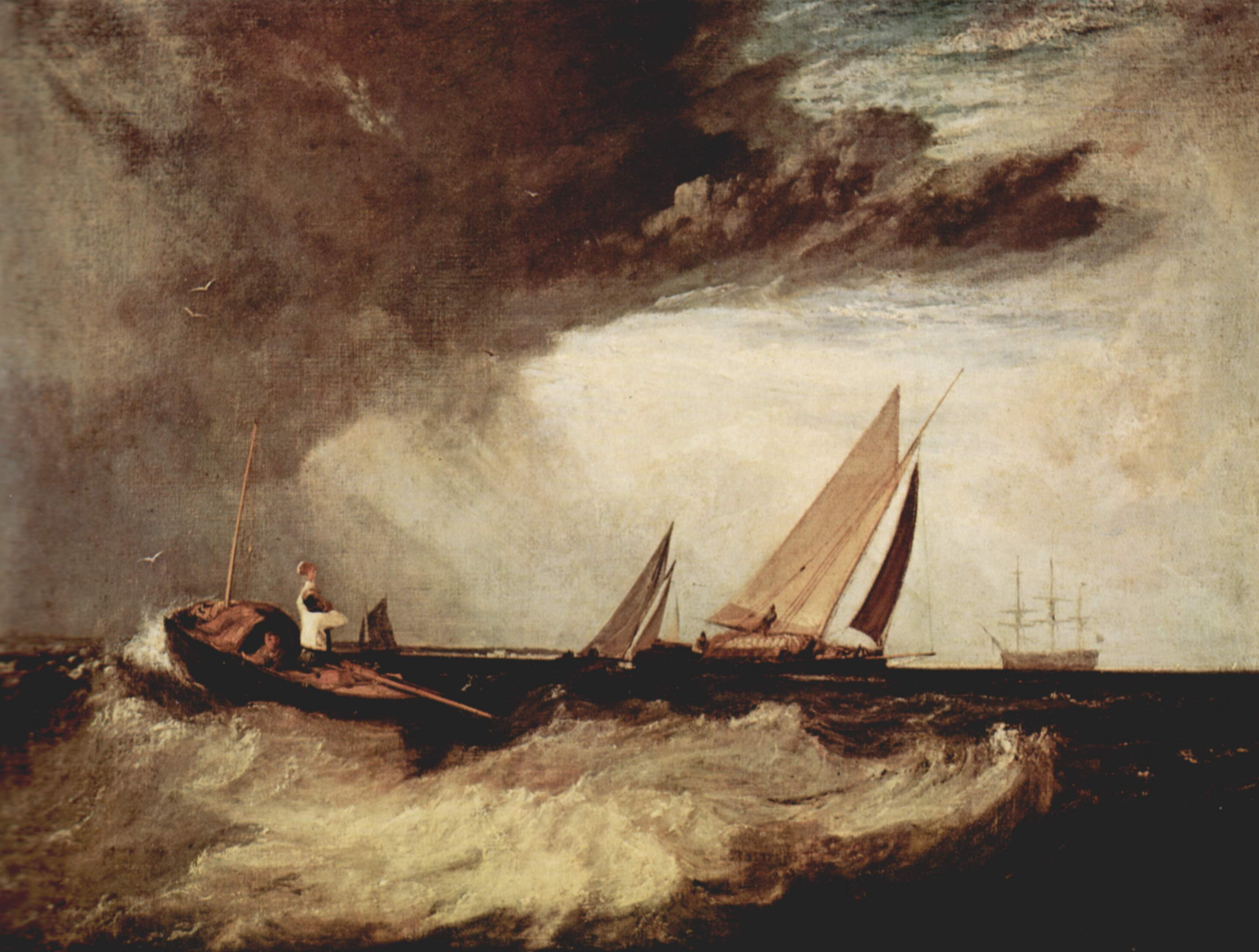
جي إم دبليو تيرنر، Shoeburyness Fishermen Hailing a Whitstable Hoy،ق. 1809
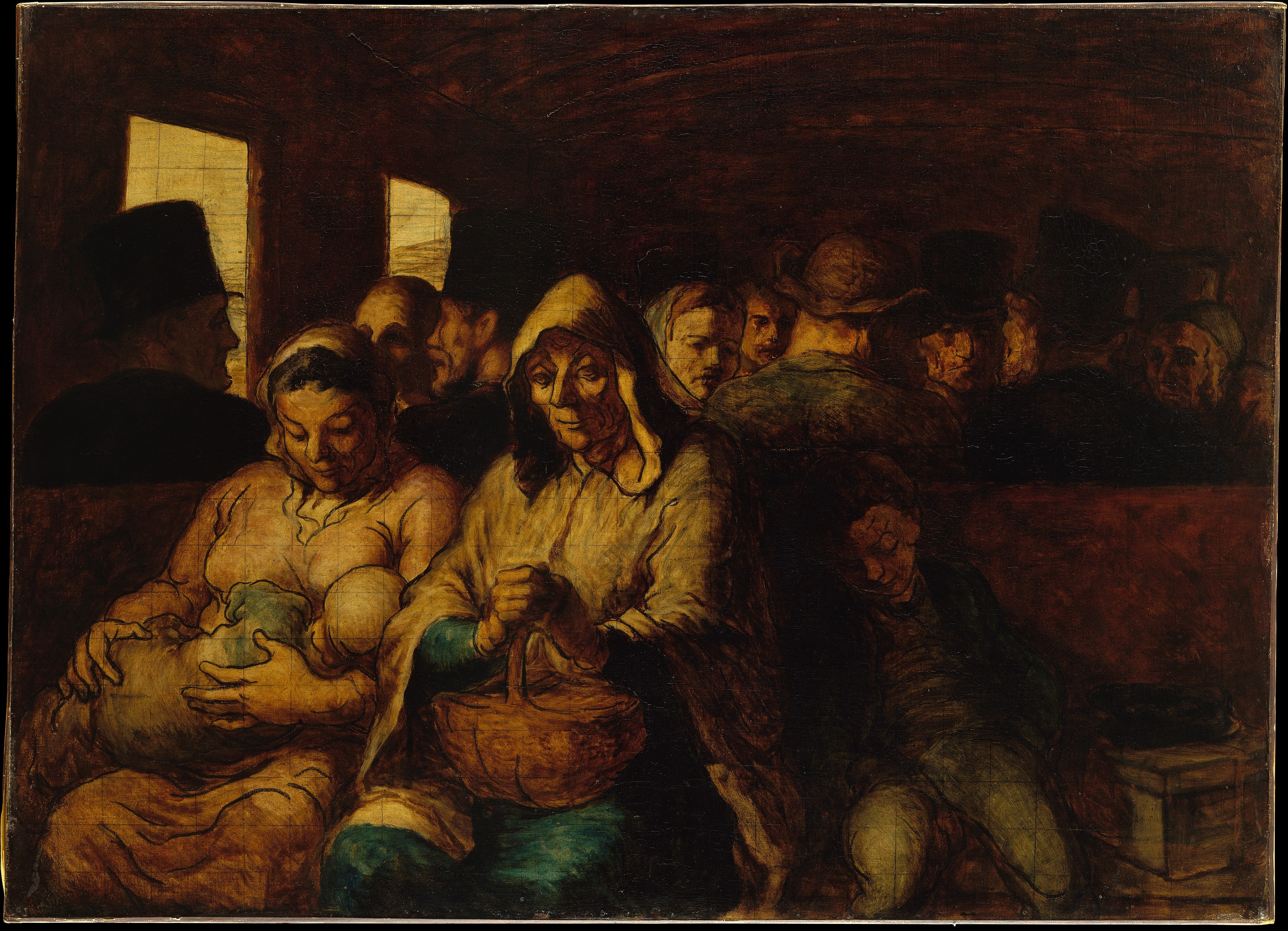
هونوريه دومير، عربة الدرجة الثالثة، 1863-1865[الإنجليزية]
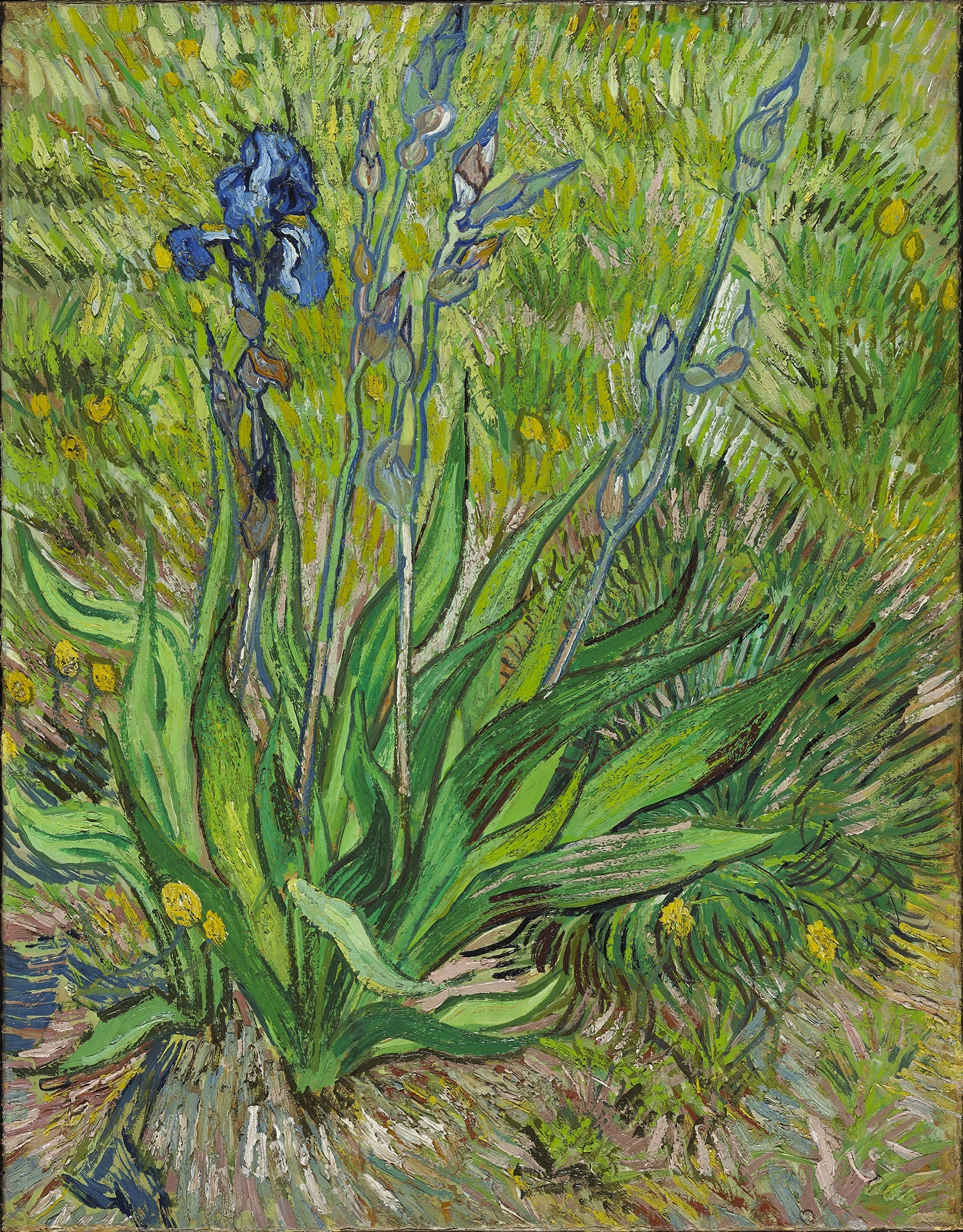
فنسنت فان جوخ، إيريس، ١٨٩٠
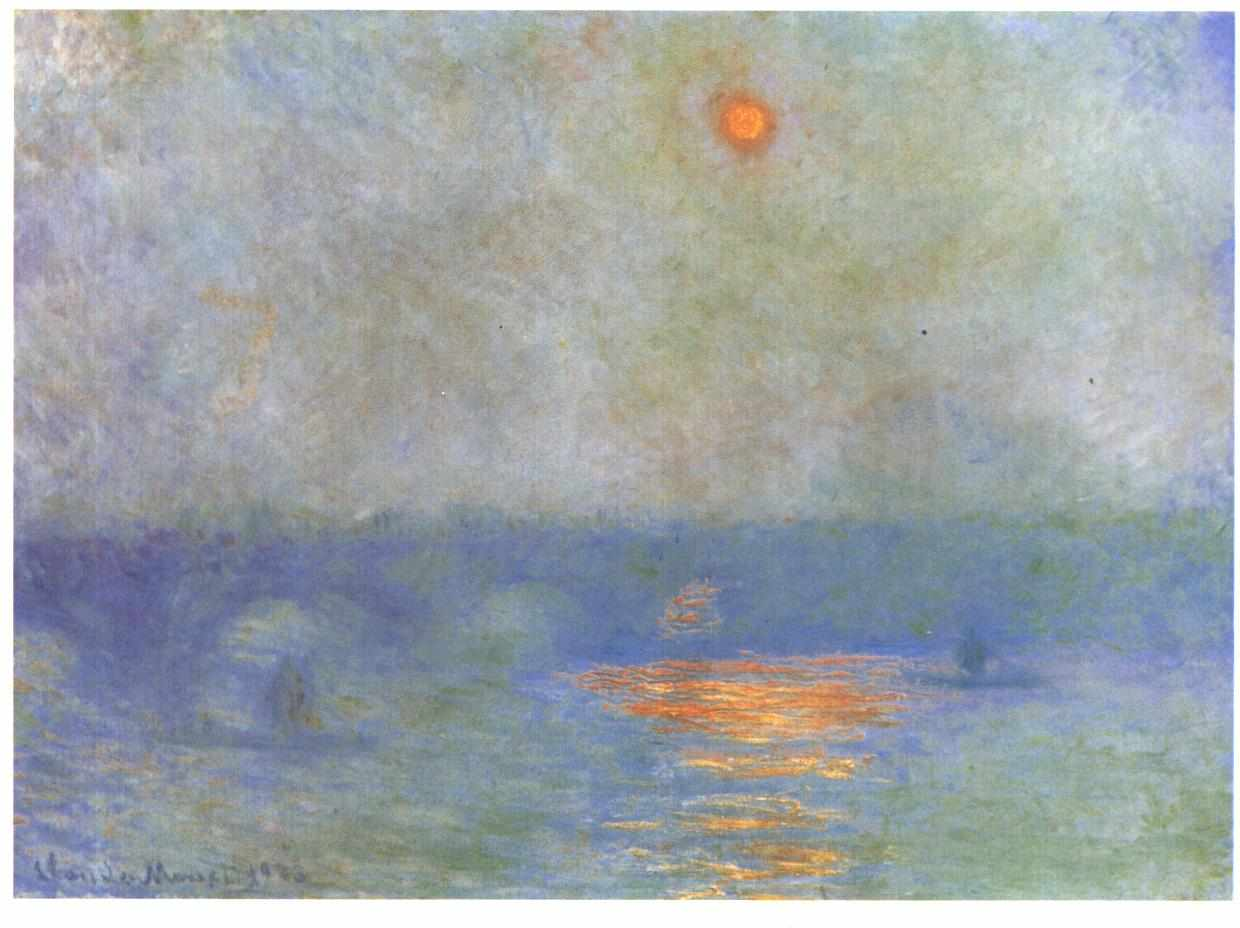
كلود مونيه، جسر واترلو: الشمس في الضباب  [لغات أخرى]‏، 1903
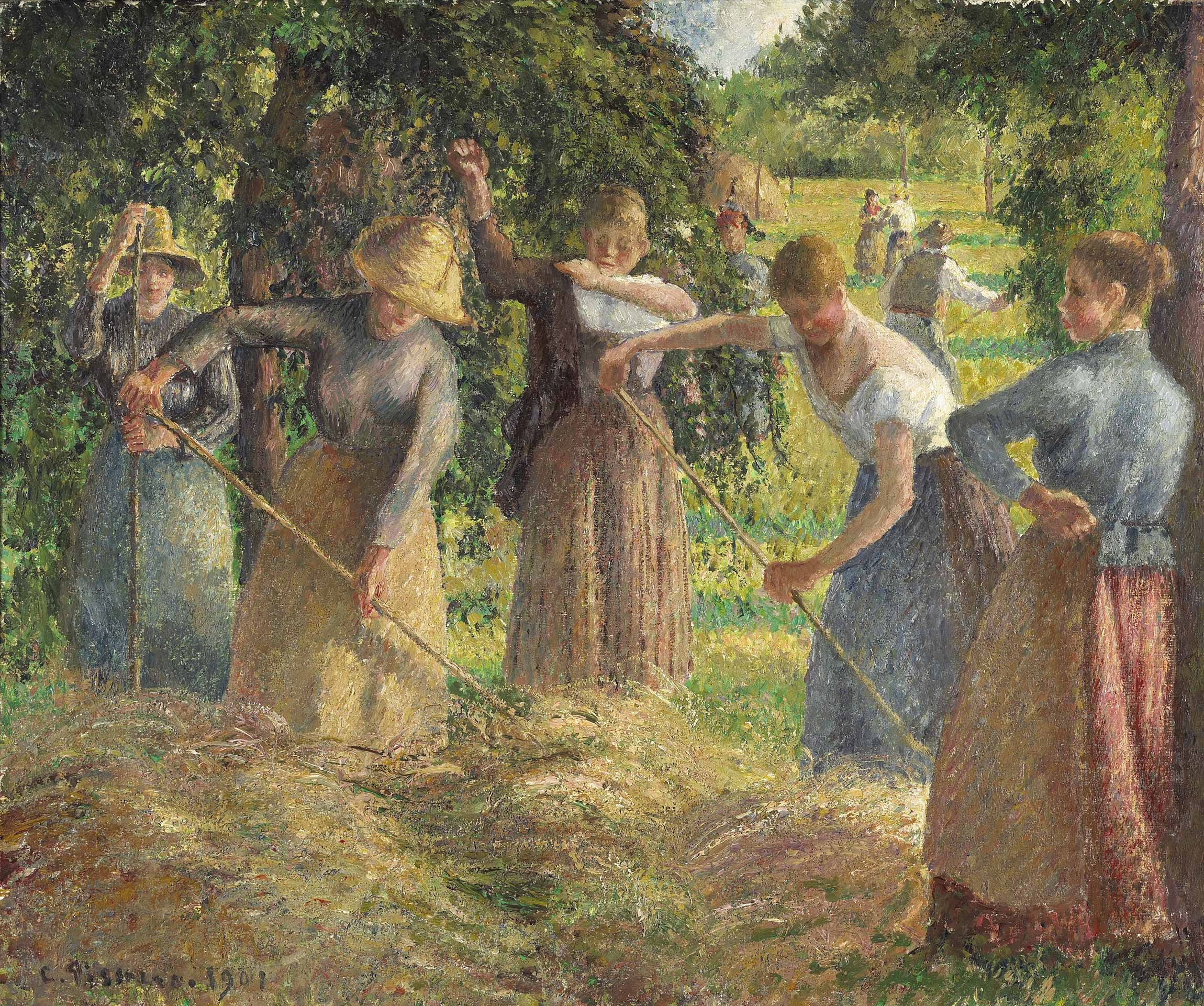
كميل بيسارو، Hay Harvest at Éragny، 1901
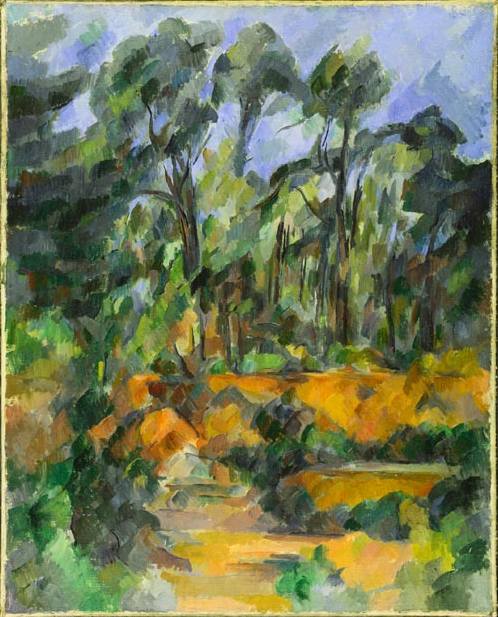
بول سيزان، فورست،ق. 1902–04
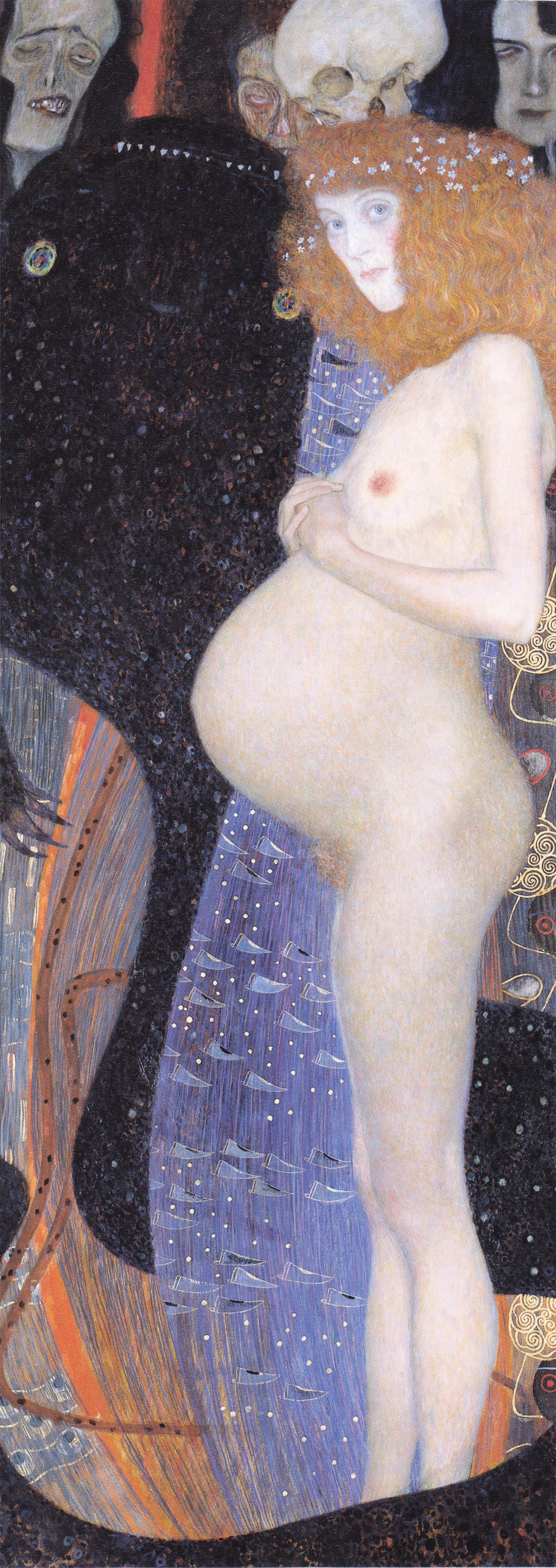
غوستاف كليمت، الأمل الأول  [لغات أخرى]‏، 1903
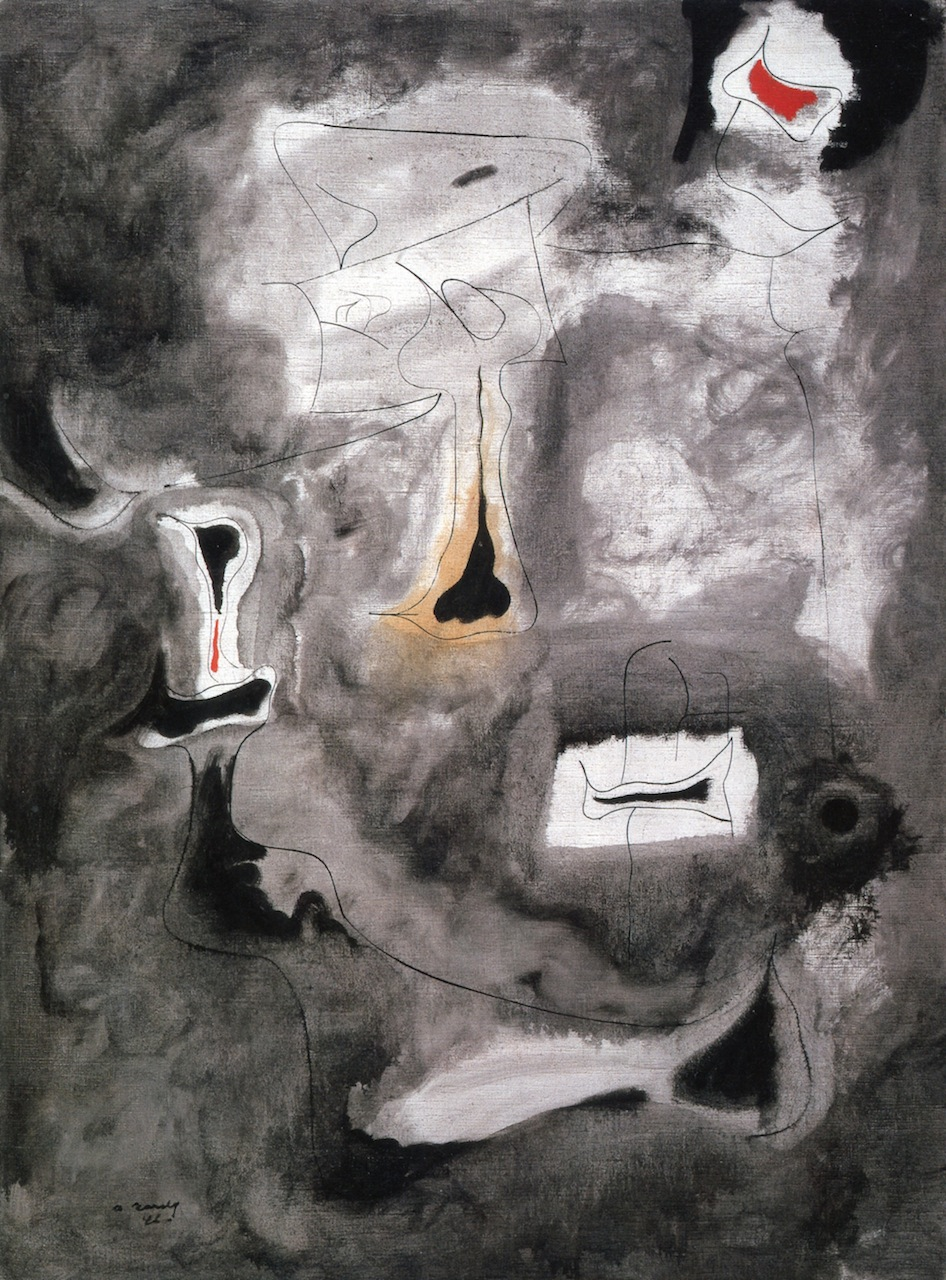
أرشيلي جوركي، شاريد بيلوفد الثاني، 1946

### جمع المطبوعات والرسومات

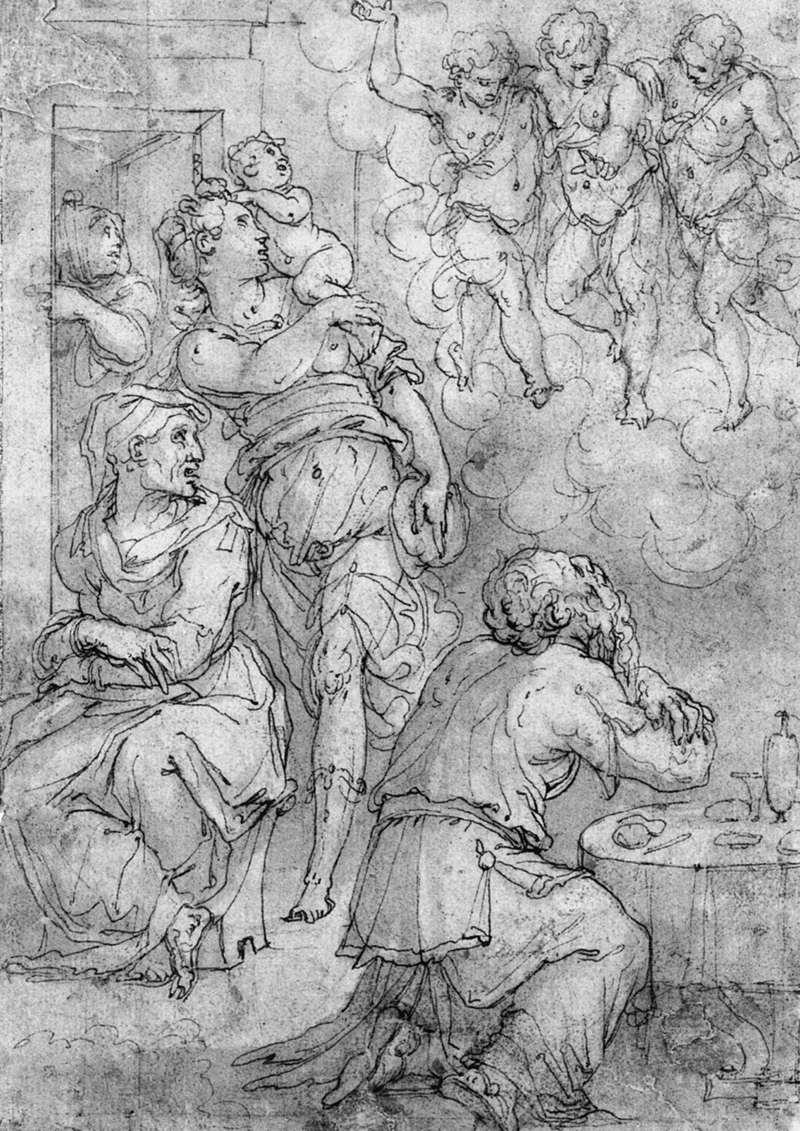
جورجيو فاساري، إبراهيم والملائكة الثلاثة،ق. 16th century
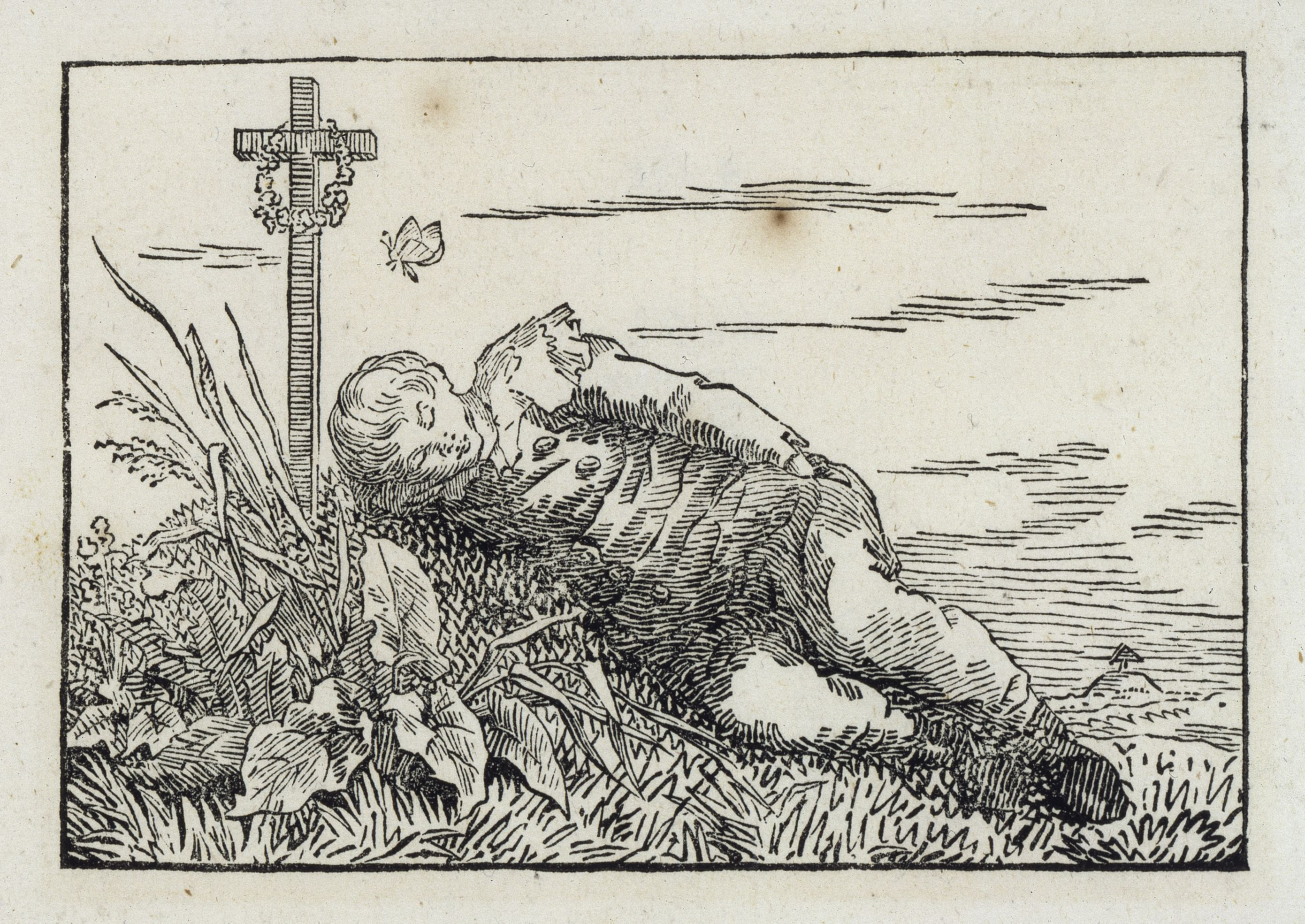
كاسبار ديفيد فريدريش، صبي ينام على قبر،ق. 1801–03
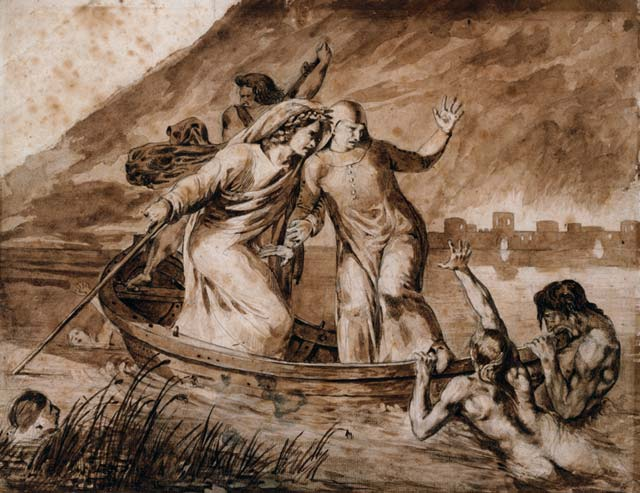
يوجين ديلاكروا، باركو دانتي،ق. 1820
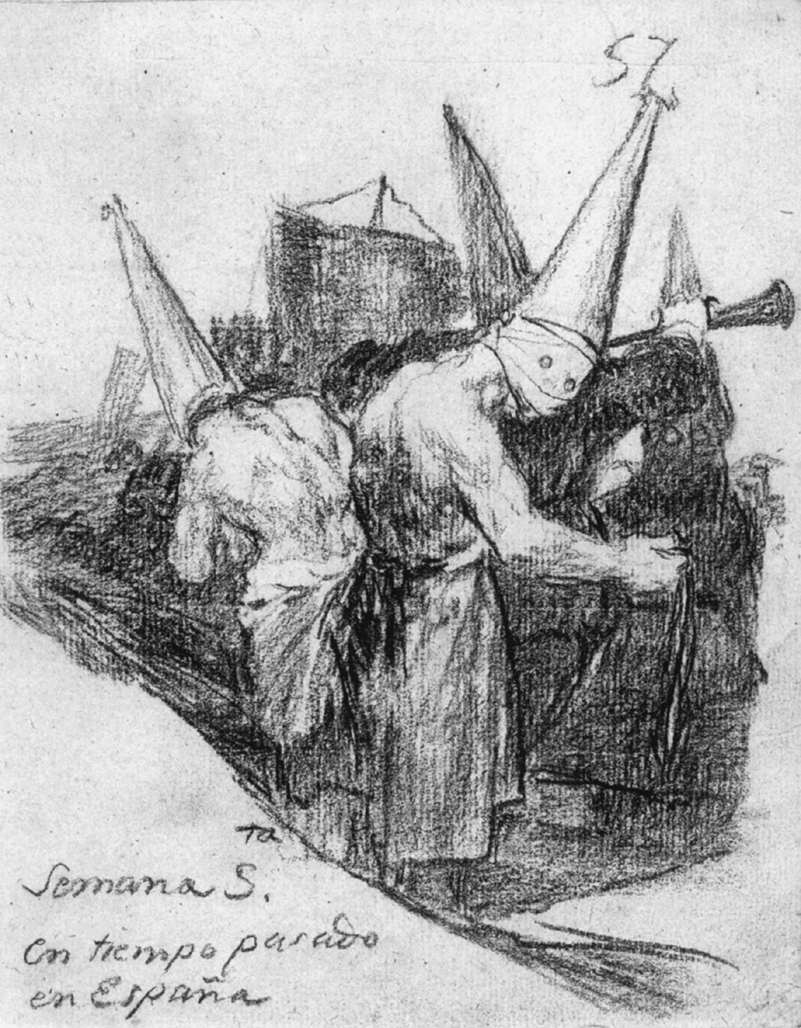
فرانسيسكو جويا، الأسبوع المقدس في إسبانيا في الأوقات الماضية،ق. 1825
فورد مادوكس براون  [لغات أخرى]‏، صورة إيما مادوكس براون، ١٨٥٣فورد مادوكس براون  [لغات أخرى]‏، صورة إيما مادوكس براون، ١٨٥٣
جون إيفريت ميلي، صورة إيفي روسكين،ق. 1853جون إيفريت ميلي، صورة إيفي روسكين،ق. 1853
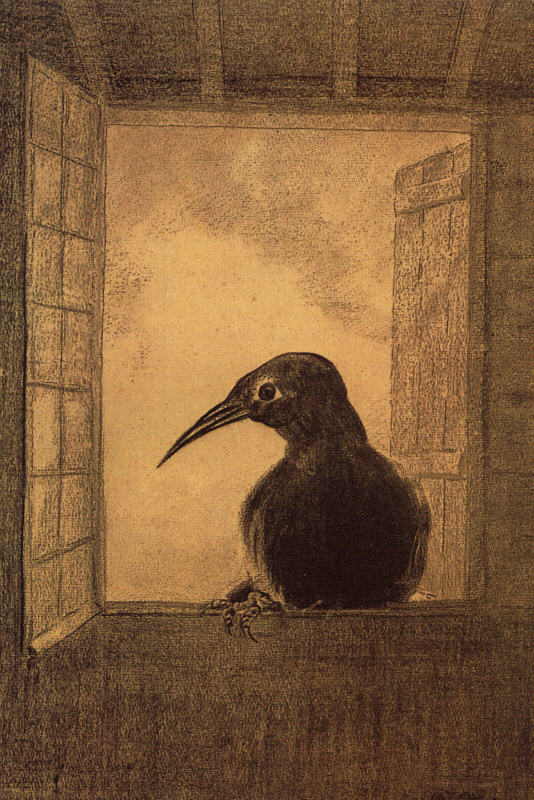
أوديلون ريدون، الغراب، 1882
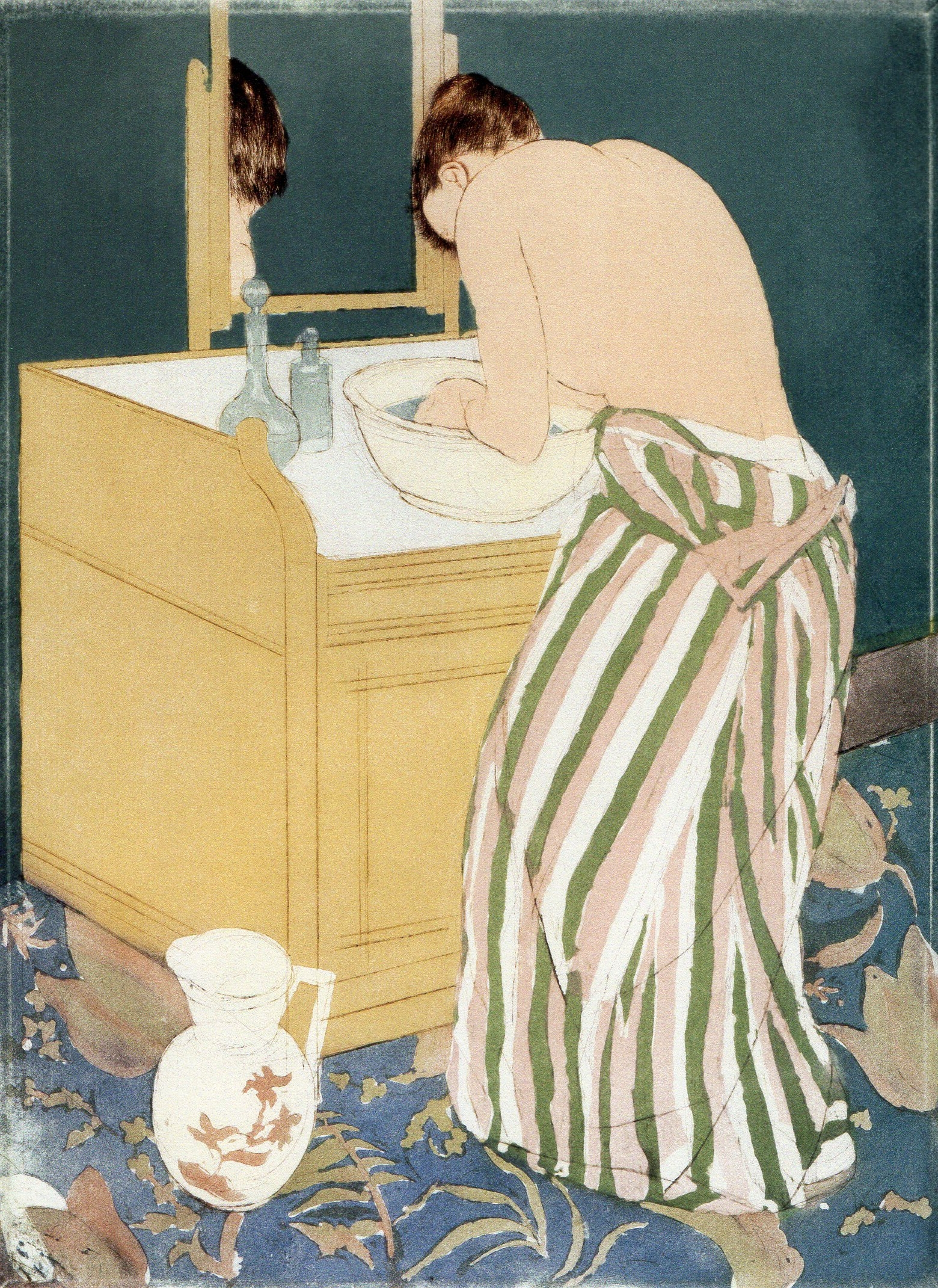
ماري كاسات، امرأة تستحم،ق. 1890–1891

## رابط خارجي
- الموقع الرسمي